# 新潟車両センター
新潟車両センター（にいがたしゃりょうセンター）は、新潟県新潟市東区石山にある東日本旅客鉄道（JR東日本）の車両基地。

## 概要
新潟支社の管轄となっている。2004年（平成16年）3月31日までは上沼垂運転区（かみぬったりうんてんく、略号 - 新カヌ）と称したが、乗務員の配置がない車両基地であったので、同年4月の組織変更に伴い、新潟車両センターに改称した。
信越本線越後石山駅 - 新潟駅間にあり、信越本線と越後石山駅から新潟貨物ターミナル駅への貨物支線、白新線に囲まれたところに位置する。入出区は新潟駅方のみで行い、入区線は白新線新発田駅方面線路（上り線）から上沼垂信号場を経由、出区線は白新線新潟駅方面線路（下り線）の立体交差に繋がっている。
センター入口には、かつて特急「とき」で運用されていた181系電車のボンネット型先頭車両が展示されていたが、埼玉県さいたま市に2007年10月14日に開館した鉄道博物館で展示されることが決まり、同年5月6日の「さよなら展示会」の後、陸送された。

## 配置車両に記される略号
- 旅客車 -「新ニイ」…新潟支社を意味する「新」と、新潟を意味する「ニイ」から構成される[1]。
- 機関車 -「新潟」…新潟車両センターを意味する「新潟」をそのまま表記。長岡車両センター閉鎖に伴う機関車転入により設定された。

## 歴史
- 1897年（明治30年）11月20日 - 北越鉄道沼垂 - 一ノ木戸間開業に併せて沼垂機関庫を開設。
- 1904年（明治37年）5月3日 - 北越鉄道沼垂 - 新潟間の延伸開業に併せて新潟機関庫に改称。
- 1907年（明治40年）8月1日 - 北越鉄道の国有化により官設鉄道に移管。
- 1913年（大正2年）10月1日 - 新津機関庫の開設に併せて同庫の駐泊所に改組。
- 1945年（昭和20年）4月1日 - 新潟機関区に昇格。
- 1963年（昭和38年）7月10日 - 新潟客貨車区と新潟車掌区および一部の新潟機関区の機能統合により、新潟運転所が発足。場所は新潟駅南側。（新潟客貨車区は廃止、新潟機関区はその後も存続）
  - 発足以前は客車と電車は客貨車区、気動車は機関区、機関車と動力車乗務員は機関区で管理していた。
  - 発足以後は新潟機関区に残った動力車（電車を除くすべての動力車）とその乗務員を除き新潟運転所に集約した。
- 1965年（昭和40年）3月5日 - 新潟機関区を廃止し同区のすべての機能を東新潟機関区に一旦移管。その後、気動車とその乗務員は新潟運転所に移管。電車・客車関連は新潟運転所の管轄のまま
- 1969年（昭和44年）7月1日 - 181系特急形電車94両が、田町電車区から転入。
  - 特急「とき」用の181系特急形電車、急行「佐渡」用の165系急行形電車が配置された。
- 1970年（昭和45年）4月1日 - 業務管理の強化のため、新潟操車場支所を東新潟貨車区として分離。
- 1974年（昭和49年）5月24日 - 新潟駅構内の上越新幹線工事（南口駅舎、新幹線ホーム等の新設）に伴い、新潟運転所上沼垂支所が上沼垂信号場付近に開設され、新潟運転所所属の電車・客車が転属。気動車はそのまま新潟運転所に所属。
- 1986年（昭和61年）11月1日 - 新潟運転所上沼垂支所が上沼垂運転区として独立[7]。略号が「新ニイ」から「新カヌ」となる。
- 1987年（昭和62年）4月1日 - 国鉄分割民営化により東日本旅客鉄道に移管。
- 1991年（平成3年） - 気動車を新津運輸区に配置変更により、新潟運転所廃止。
- 2004年（平成16年）4月1日 - 上沼垂運転区から新潟車両センターに名称変更[5]。約20年ぶりに略号が「新カヌ」から「新ニイ」に戻る[1]。
- 2005年（平成17年）2月10日 - ISO9001認証取得。
- 2023年（令和5年）3月18日 - 長岡車両センター廃止に伴い、同センター配置の機関車が当センターに転属。新津運輸区の検修部門が当センターに集約され、新潟車両センター新津派出所となる。

## 配置車両
2025年4月1日現在の配置車両は以下のとおり。
| 電車  | 気動車 | 機関車 | 客車 | 貨車 | 合計  |
| ----- | ------ | ------ | ---- | ---- | ----- |
| 234両 | 64両   | 12両   | 7両  | 0両  | 317両 |

### 電車
E653系（58両）
- 1000番台：7両編成6本（U101、U103 - U107編成）と1100番台：4両編成4本（H201 - H204編成）が配置されている。いずれも2013年6月以降に勝田車両センターから転入したものである。
  - U編成は2013年9月のダイヤ改正以降、順次特急「いなほ」運用に投入され、2014年7月12日からは「いなほ」の全定期列車で運用されるようになった。
  - H編成は2015年3月14日のダイヤ改正により新設された特急「しらゆき」で4本とも運用を開始した。2022年3月のダイヤ改正より「いなほ」1往復で運用されている。
  - かつてはH編成が快速「信越」で運用されていたが、2022年3月のダイヤ改正により定期運用は特急に限定されている。U編成は臨時列車を除き、特急「いなほ」限定運用となっている。
- 2018年11月7日まではU108編成も配置されていたが、国鉄特急色に塗装変更のうえで、勝田車両センターに再転属した（K70編成）。
- また、U102編成が「フレッシュひたち」時代の塗り分けをモチーフに水色に塗装変更されたのち、2023年8月30日、勝田車両センターに再転属した（K71編成）。

E129系（176両）
- A編成（2両編成）34本とB編成（4両編成）27本が配置されている。
- 全車が新潟市秋葉区の総合車両製作所新津事業所において製造されており、いわゆる「地産地消」の形が実現した。2014年から2017年2月までに当初計画[9]の160両すべてが出揃い、新潟支社管内の普通電車の約8割が本系列で運行されることになった。さらに2017年12月にA編成2本、2018年2月にB編成1本が[10]、2022年2月にA編成2本、2022年3月にB編成1本が[11]、それぞれ新製された。
- 2両・4両単独運転のほか連結して2+2両、2+4両の編成でも運転されている[注 2]。運用区間は以下の通りである。                                 
  - 信越本線：直江津駅 - 新潟駅間
  - 白新線：全線
  - 羽越本線：新津駅 - 村上駅間
  - 越後線：全線
  - 弥彦線：全線
  - 上越線：水上駅 - 宮内駅間
- また以下の区間ではA編成を使用する一部の列車でワンマン運転が行われている。
  - 信越本線：直江津駅 - 長岡駅間、新津駅 - 新潟駅間
  - 白新線：全線
  - 羽越本線：新発田駅 - 村上駅間
  - 越後線：全線
  - 弥彦線：全線
  - 上越線：越後中里駅 - 宮内駅間
- A編成は2014年12月6日より、B編成は2016年2月14日より運用を開始した。デビュー当初の運用区間はE127系の運用だった信越本線の長岡駅 - 新潟駅間、白新線の全線、羽越本線の新発田駅 - 村上駅間、越後線の吉田駅 - 新潟駅間であったが、その後115系を置き換えに運用を拡大していき、2016年7月9日の羽越本線新津駅 - 新発田駅間への投入によって、予定されていた新潟支社管内の直流電化区間全線での運用を開始した。水上駅 - 宮内駅間ではATS-Pの設置に伴い、他線区よりひと足早い2016年3月26日のダイヤ改正時より、従来115系が使用されていた列車すべてがE129系の運用となった。
- ワンマン運転に対応しているほか、車内はE127系以来地元通勤・通学客から要望が大きかったロングシートと、長距離利用客にも配慮するためのクロスシートの両方を兼ね備えたセミクロスシートとなっている。

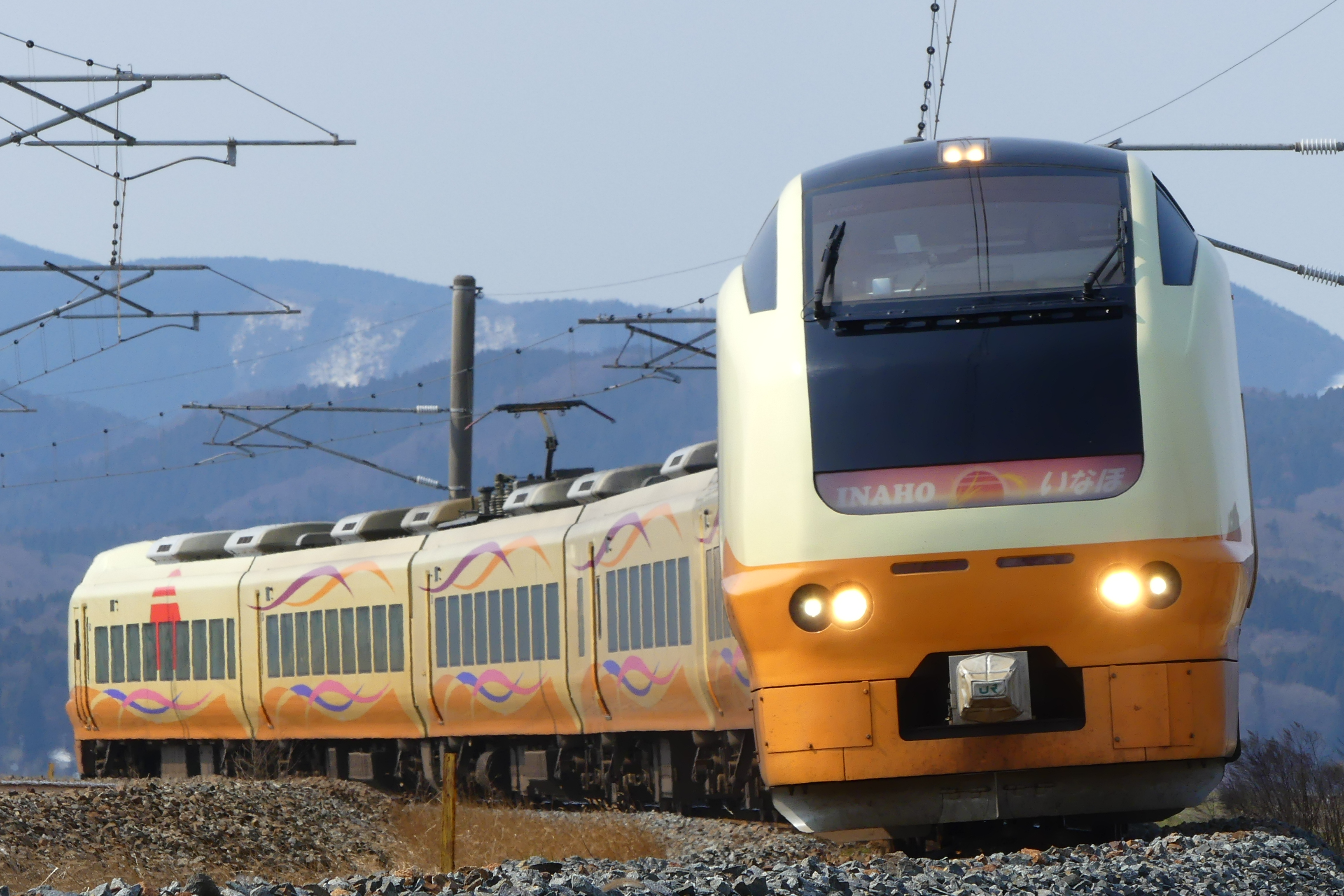
E653系1000番台
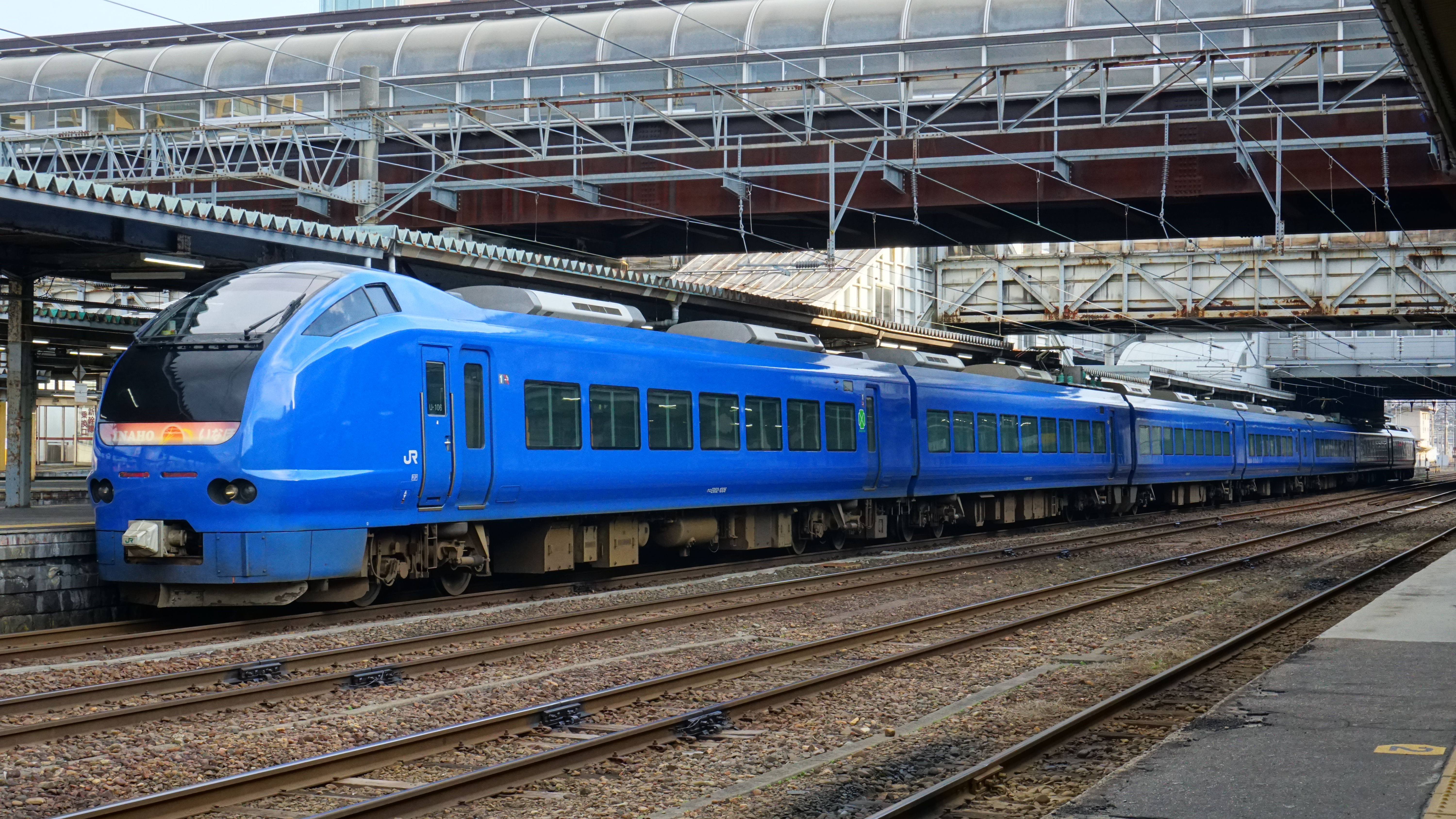
E653系1000番台 瑠璃色
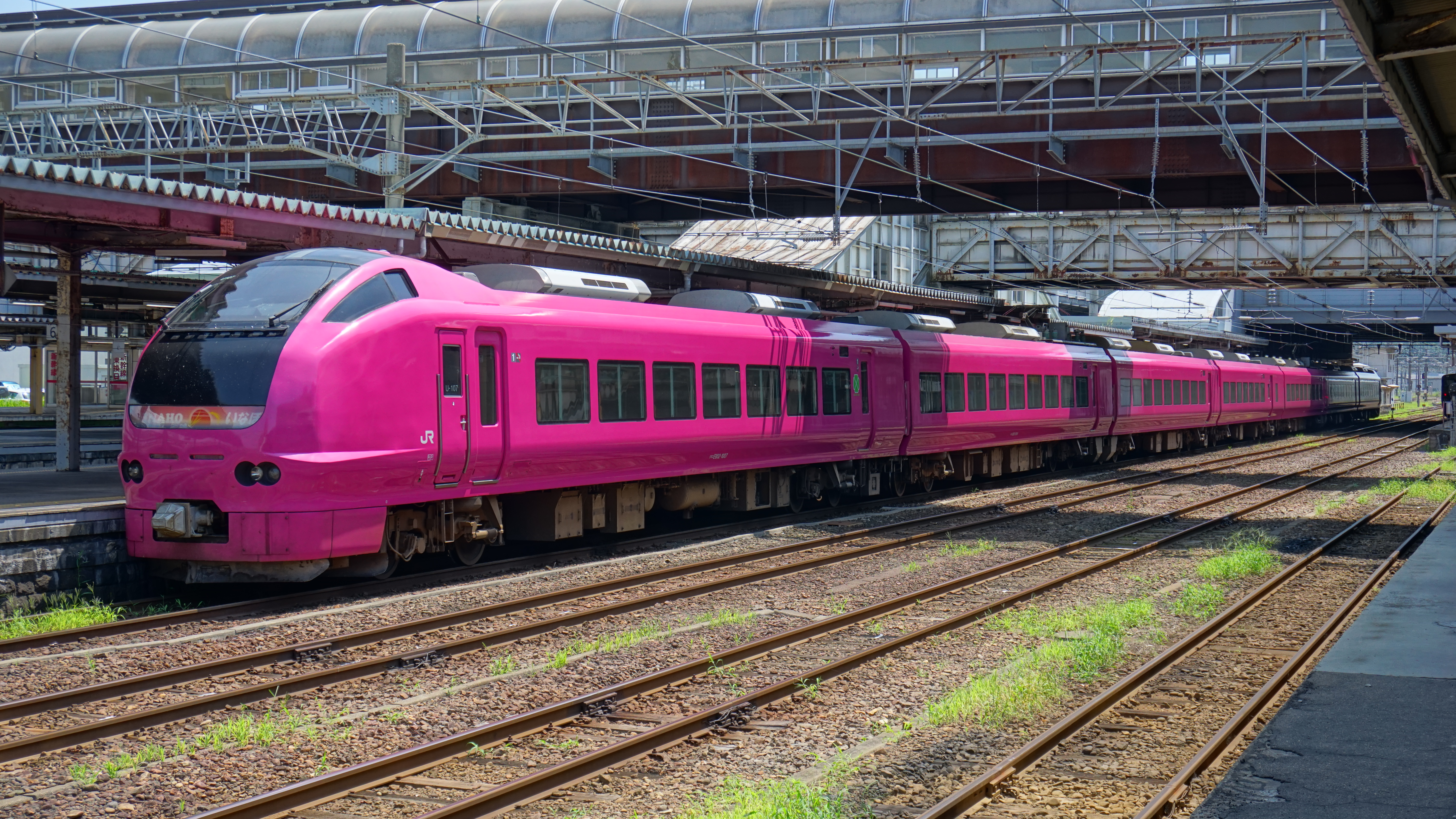
E653系1000番台 ハマナス色
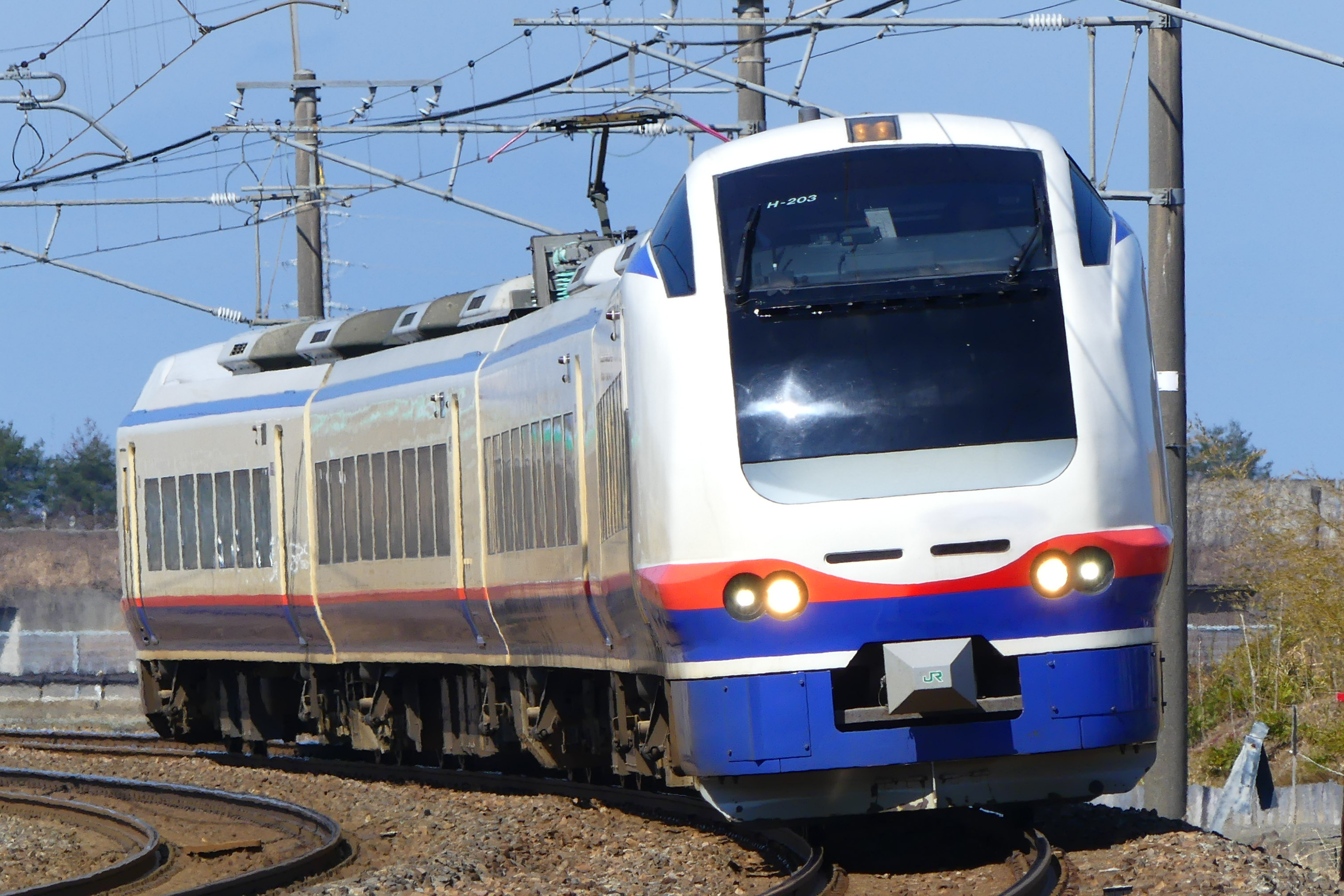
E653系1100番台
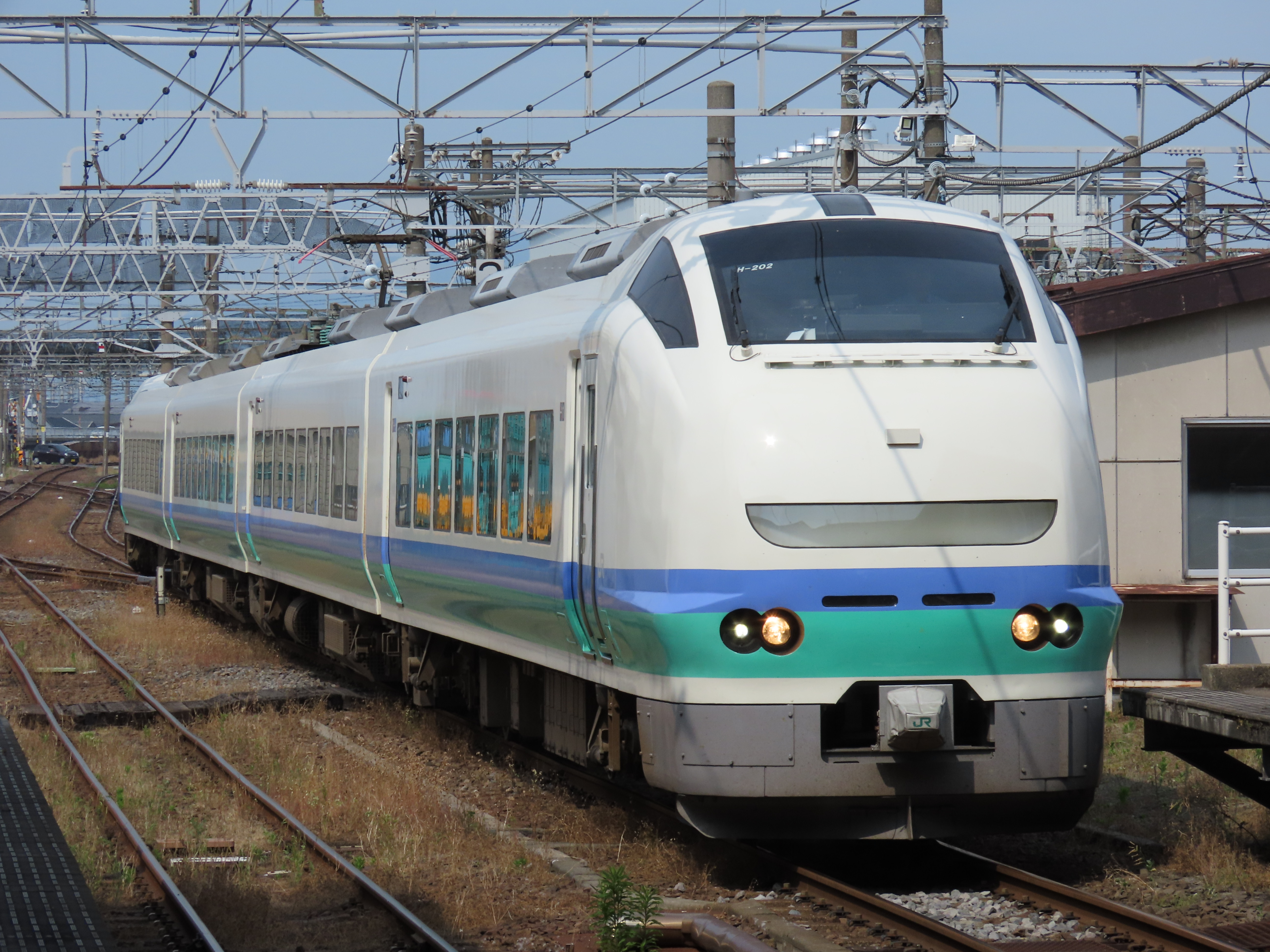
E653系1100番台 上沼垂色
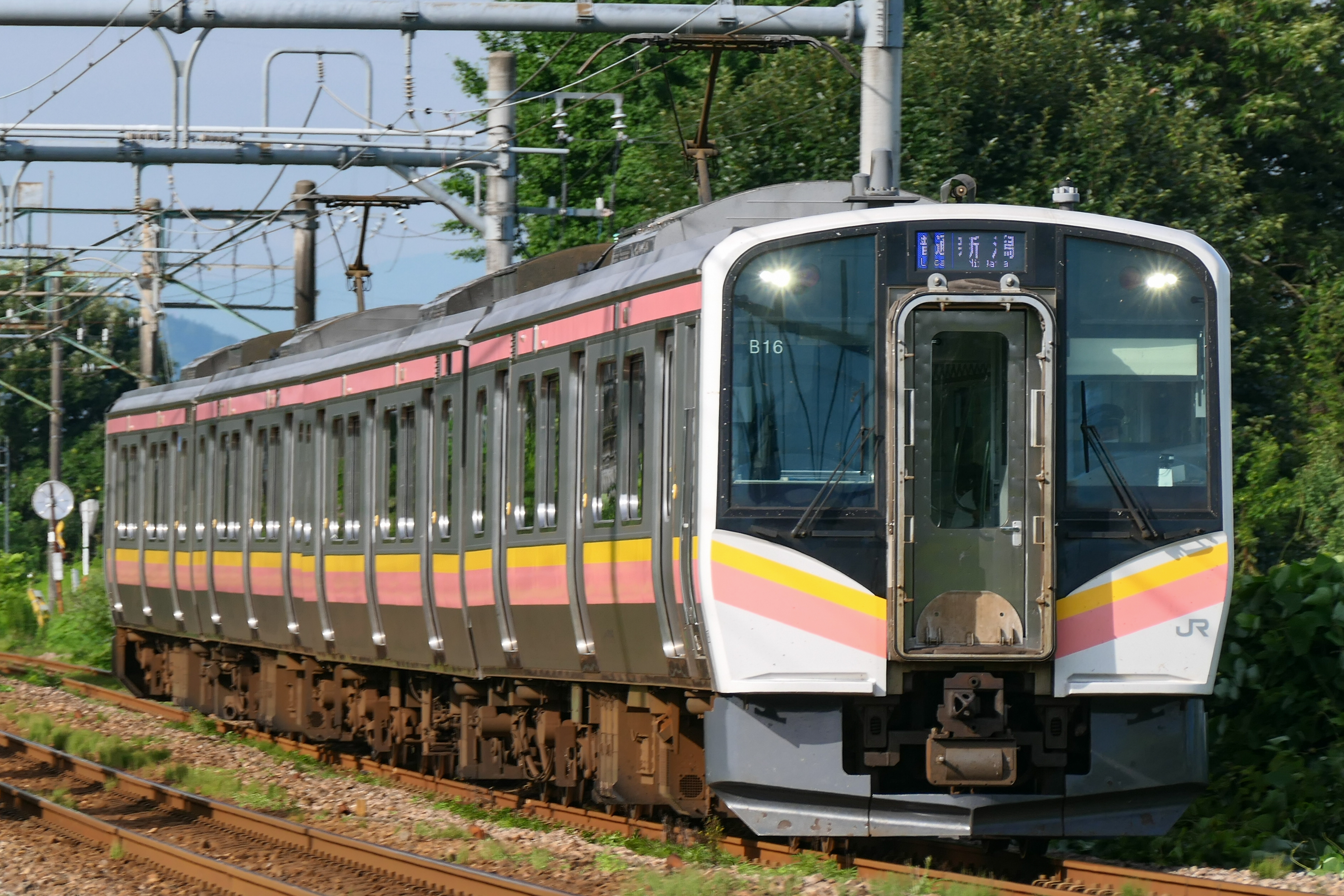
E129系

### 気動車
HB-E300系（4両）
- 4両編成1本が配置されている。
- 2019年10月5日に運行開始した臨時快速列車「海里」で運用される[12]。
- 主な運行区間は、きらきらうえつを引き継ぎ、新潟駅 - 酒田駅間である[12]。

キハ40・48形（3両）
- 3両編成1本が配置されている。
- 臨時快速列車「越乃Shu*Kura」などで運用される。

キハ110系（18両）
- キハ110形（12両）
  - 200番台12両（201-206・211-213・215-217）が配置されている。
  - 羽越本線（新津 - 坂町間）、米坂線（全線）、磐越西線（新津 - 会津若松間）で運用されている。かつては白新線（快速「べにばな」と間合いの新崎 - 新潟間上り）、信越本線（新潟 - 新津間）でも運用されていた。
  - 100番台1両（135）は、2022年3月12日付で郡山総合車両センターへ転出した。
  - かつては只見線用の車両も3両が配置されていた。
- キハ111形＋キハ112形（6両）
  - 200番台2両編成3本（201-203）が配置されている。運用はキハ110形と共通である。

GV-E400系（39両）
- 両運転台のGV-E400形8両、片運転台のGV-E401形とGV-E402形が各16両の計40両が配置されている。2018年1月16日付で各型式1両の計3両が新製配置された[13]。2019年5月から2020年3月までに37両が新製配置され、2020年3月ダイヤ改正で只見線を除くキハ40系列の運用を置き換えた。
- 2020年3月時点では、羽越本線（新津 - 酒田間）、米坂線（全線）、信越本線（新潟- 新津間）、磐越西線（新津 - 会津若松間）で運用されている。
- 2025年1月22日付けでGV-E400-8が秋田総合車両センター南秋田センターへ転出した[14]。

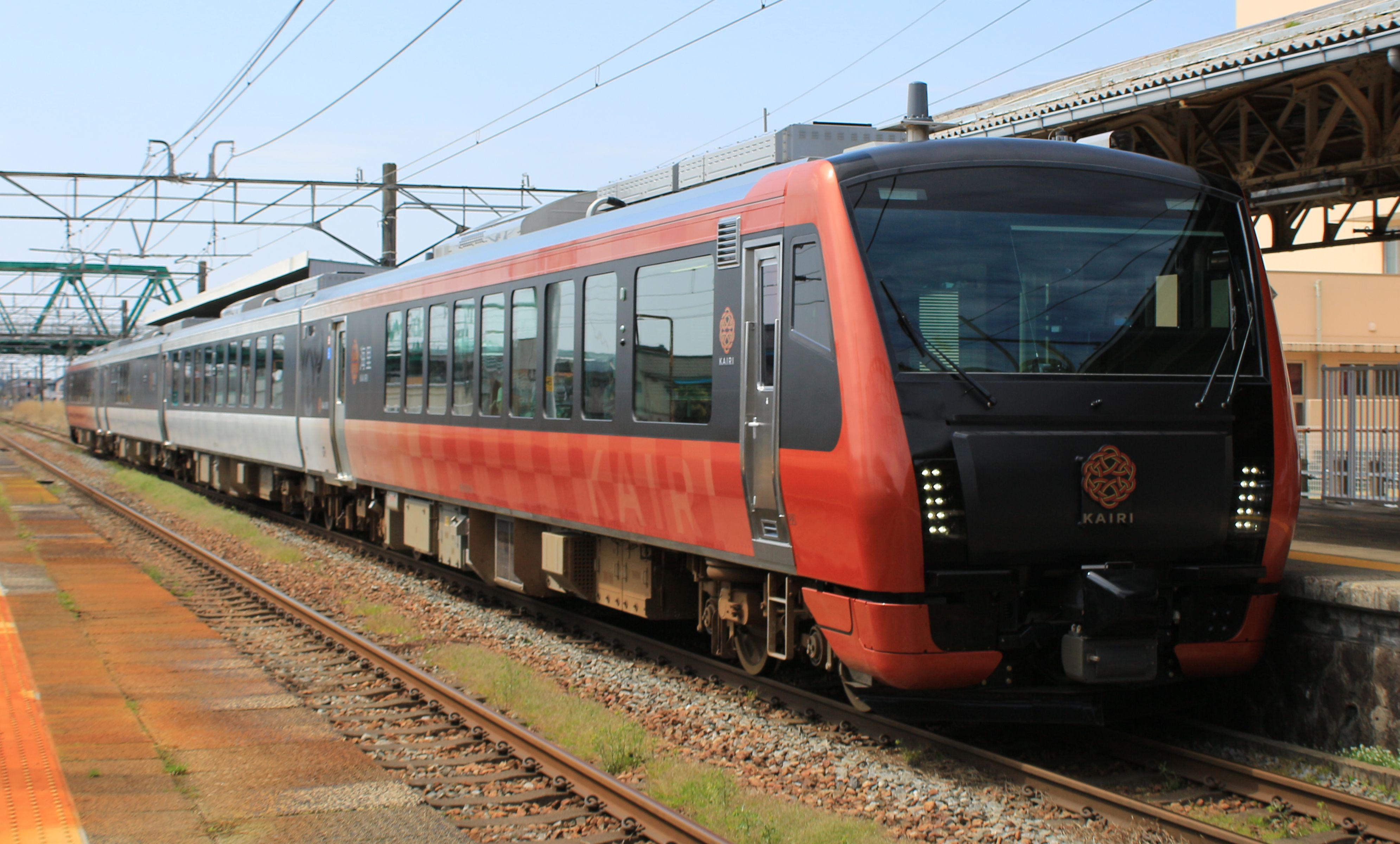
HB-E300系 海里
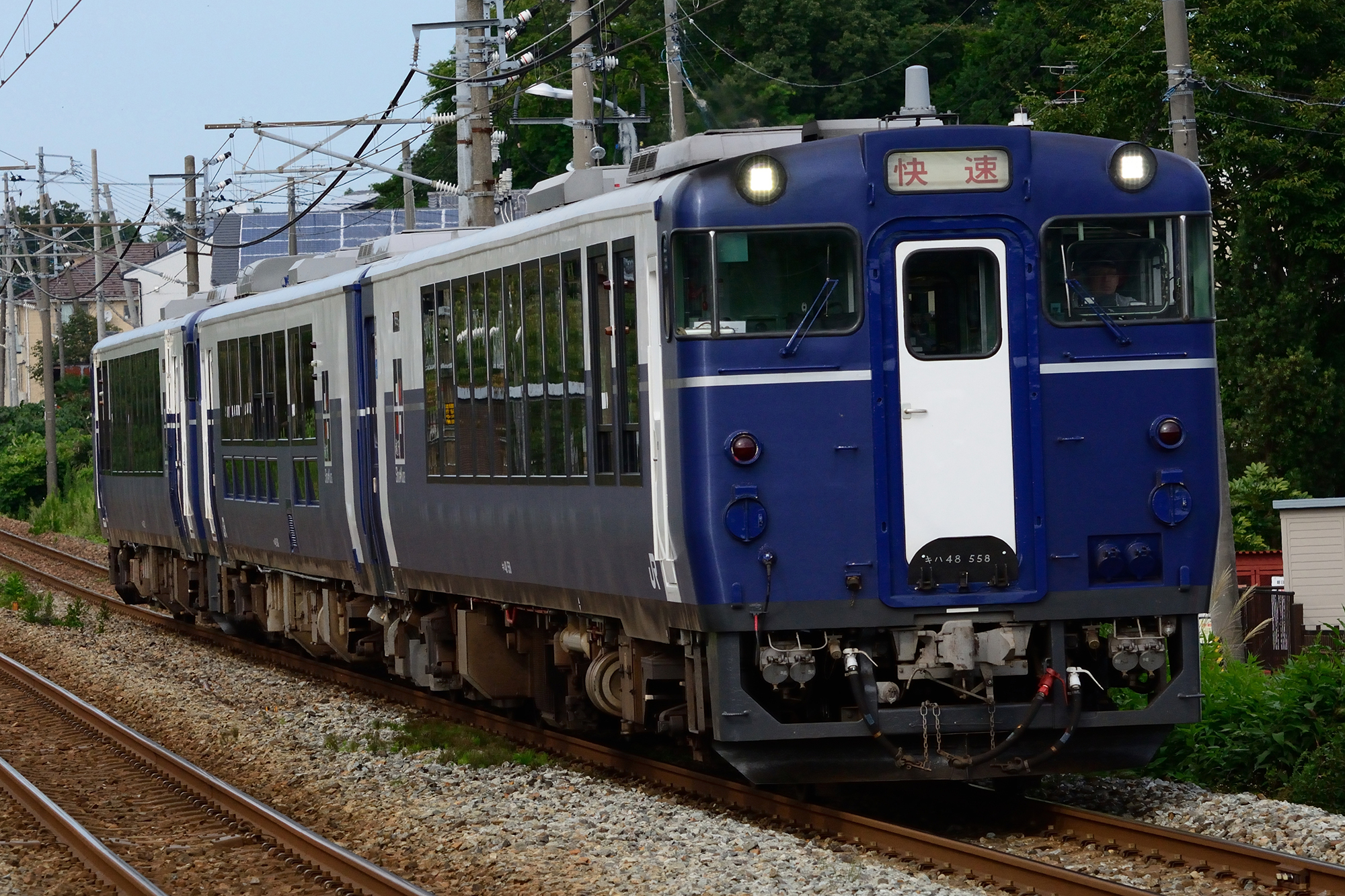
キハ40系 越乃Shu*Kura
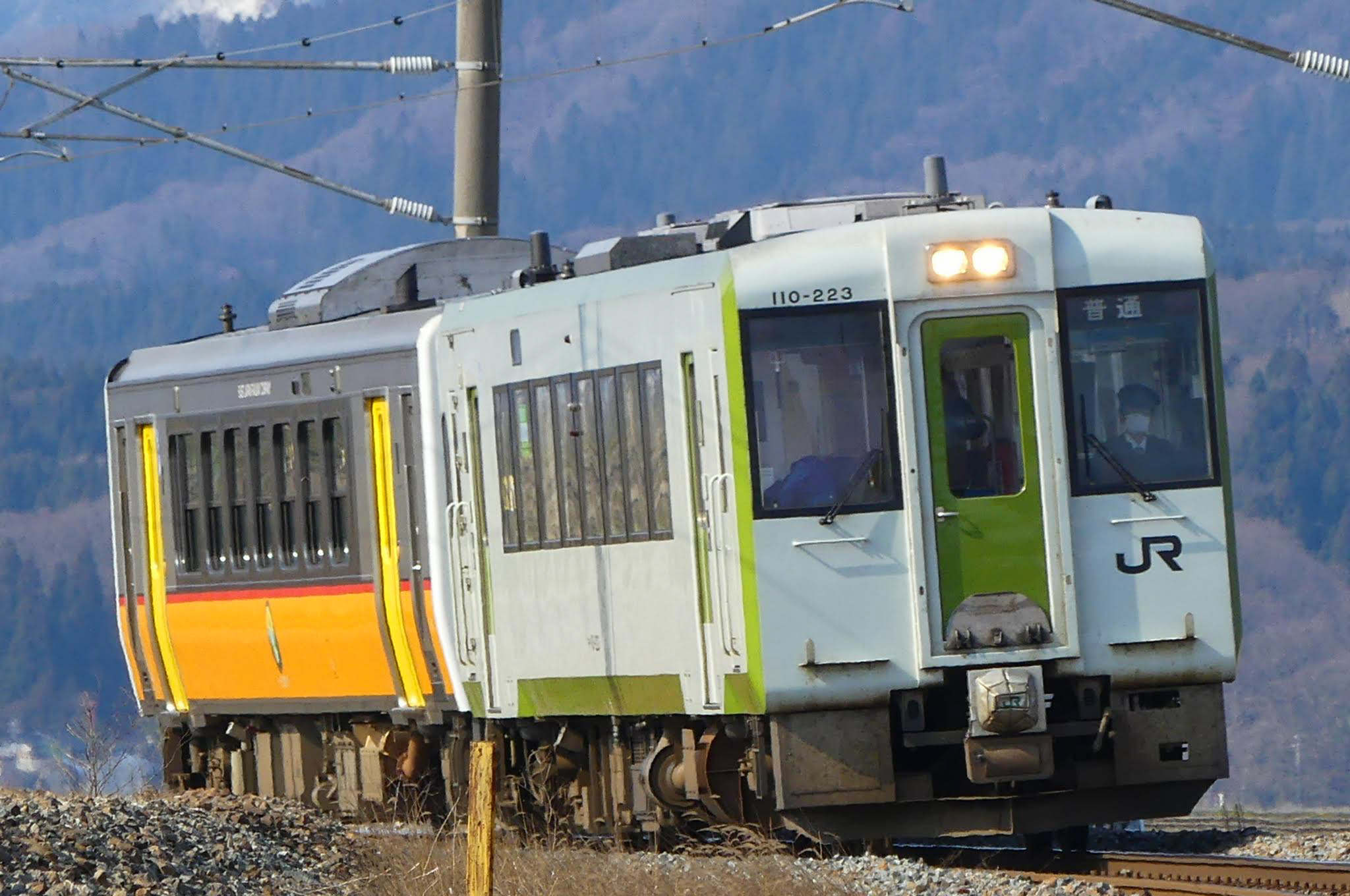
キハ110系
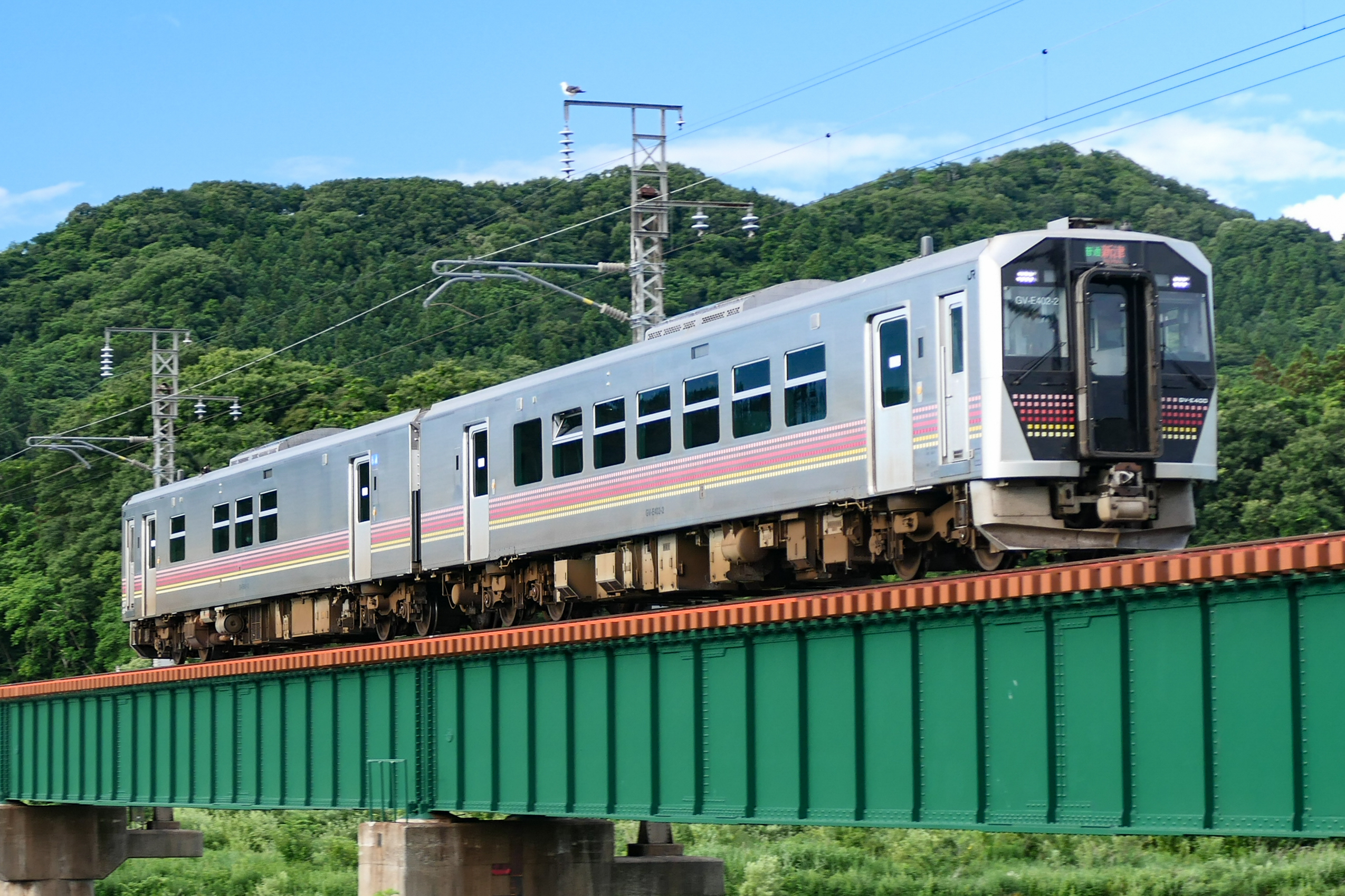
GV-E400系

### 機関車
C57形蒸気機関車（1両）
- 静態保存から運行可能な状態に復帰した180号機が配置されている。
- 臨時快速列車「SLばんえつ物語」の牽引機として運用される。
- 静態保存前の現役時代末期（1963年から1969年まで）には新津機関区に配置されていた[注 3]。

EF64形電気機関車（4両）
- 1000番台4両（1030, 1031, 1032, 1051）が配置されている。
- 1030, 1031, 1032号機は双頭型両用連結器と電車牽引に使用する際のジャンパ管を装備しており、総合車両製作所新津事業所にて製造された新製車両の輸送や、長野総合車両センターへ廃車される車両を輸送する配給列車の牽引に使用される。
- 上記の配給列車のほか冬季には信越本線(長岡−柏崎)・上越線(長岡−越後中里)の霜取り列車としても運転される。
- かつては寝台特急「あけぼの」の牽引など旅客列車でも運用された。

EF81形電気機関車（4両）
- 4両（97, 134, 140, 141）が配置されている。
- 134, 140, 141号機は双頭型両用連結器と電車牽引に使用する際のジャンパ管を装備しており、配給列車で運用されるほか、当車両センターまたは尾久車両センター所属のEF64形やEF65形などの直流電気機関車が全般検査などで秋田総合車両センターに入出場する際に牽引機として使用される。
- かつては「北陸」や「あけぼの」の牽引など旅客列車や「SLばんえつ物語」の回送でも運用された。
- 151号機は廃車済み。

DE10形ディーゼル機関車（3両）
- 3両（1680, 1700, 1759）が配置されている。
- 2024年11月21日に1759号機が秋田総合車両センターから転入した。

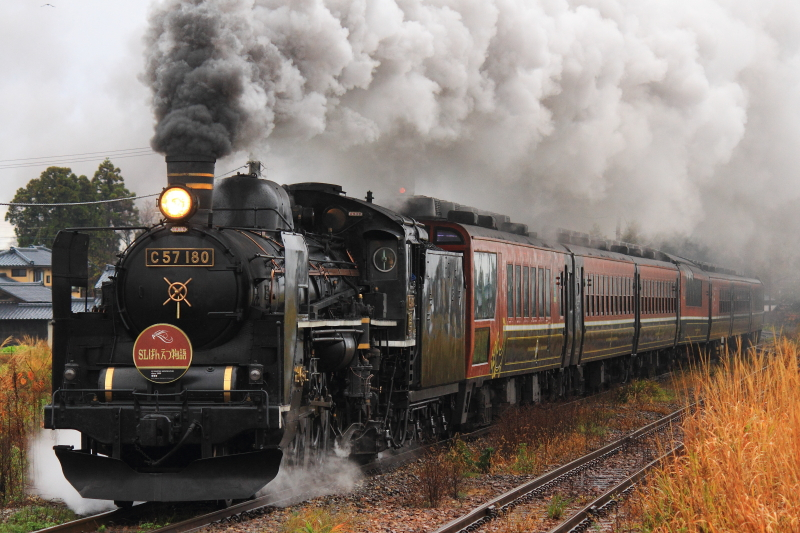
C57 180
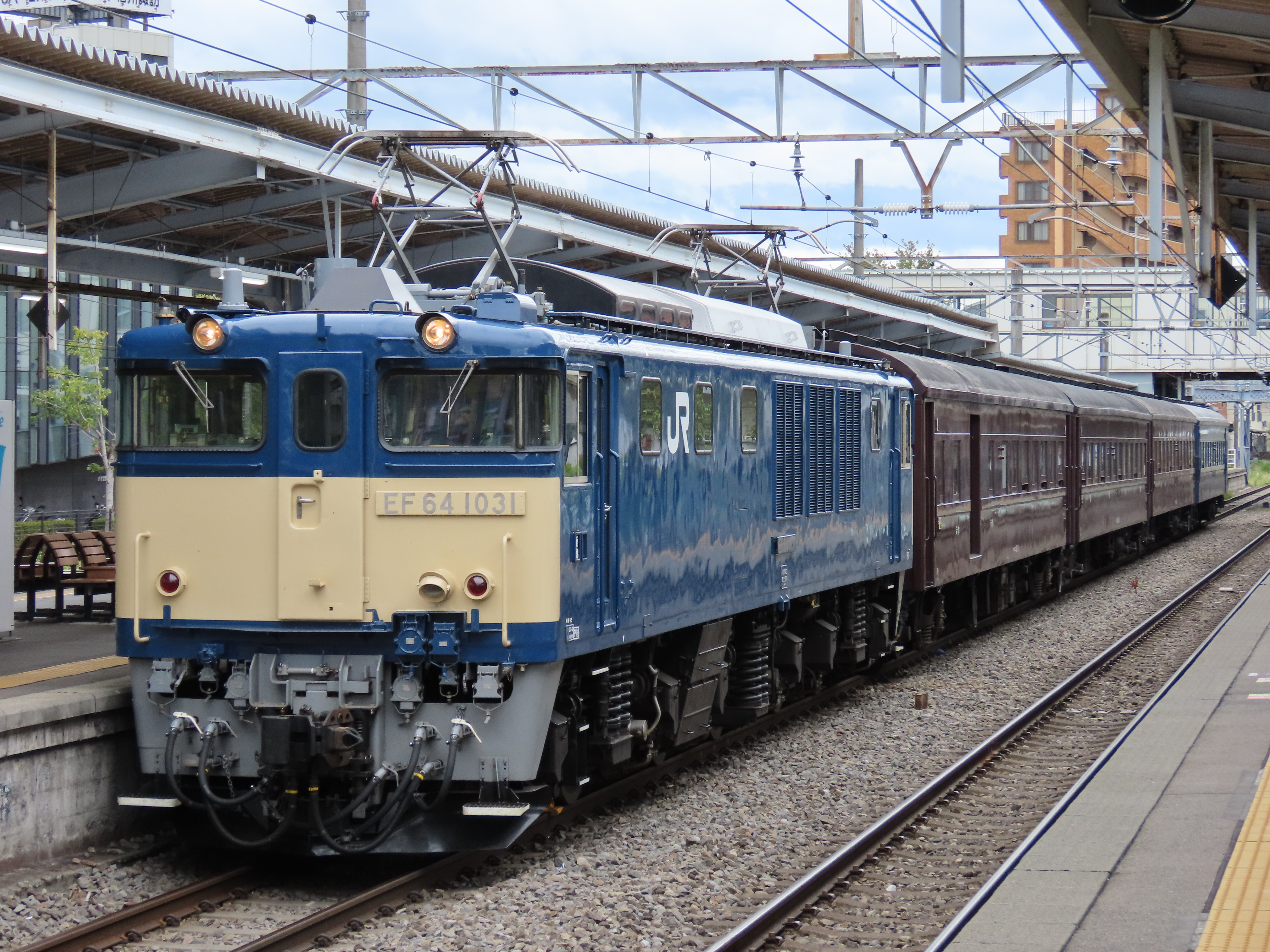
EF64 1031
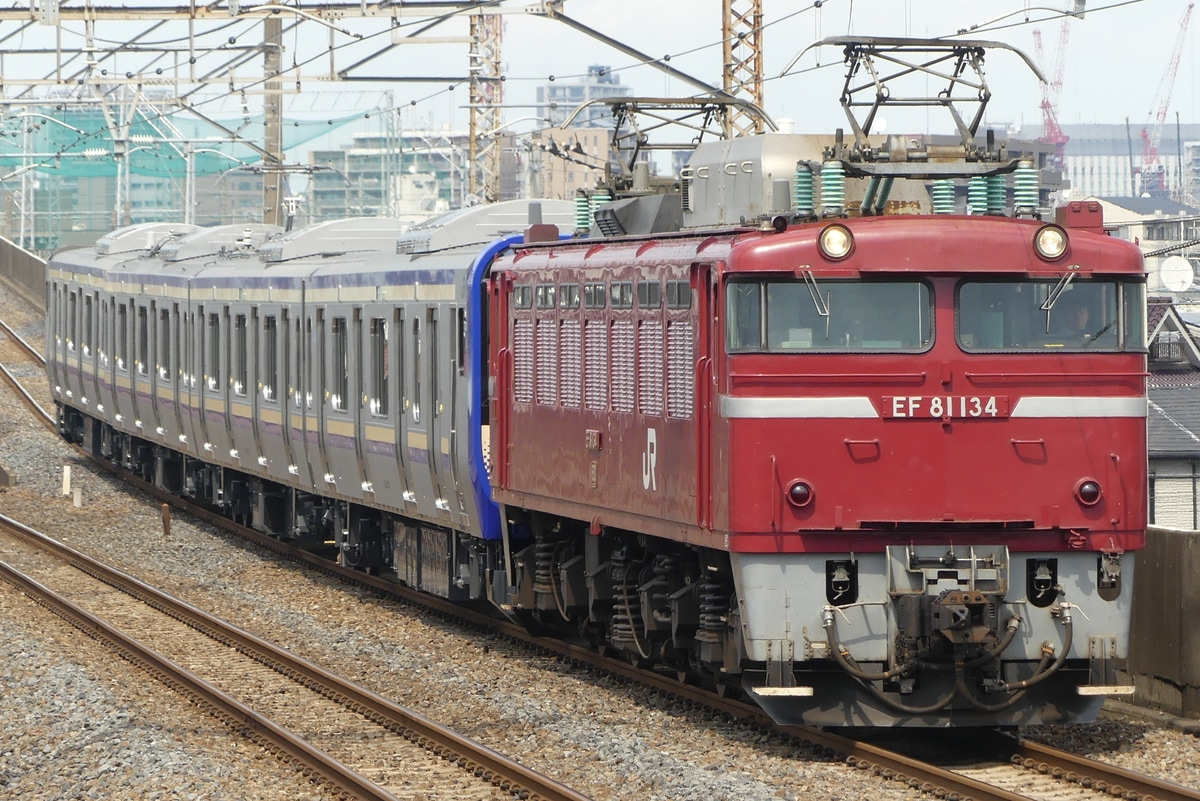
EF81 134
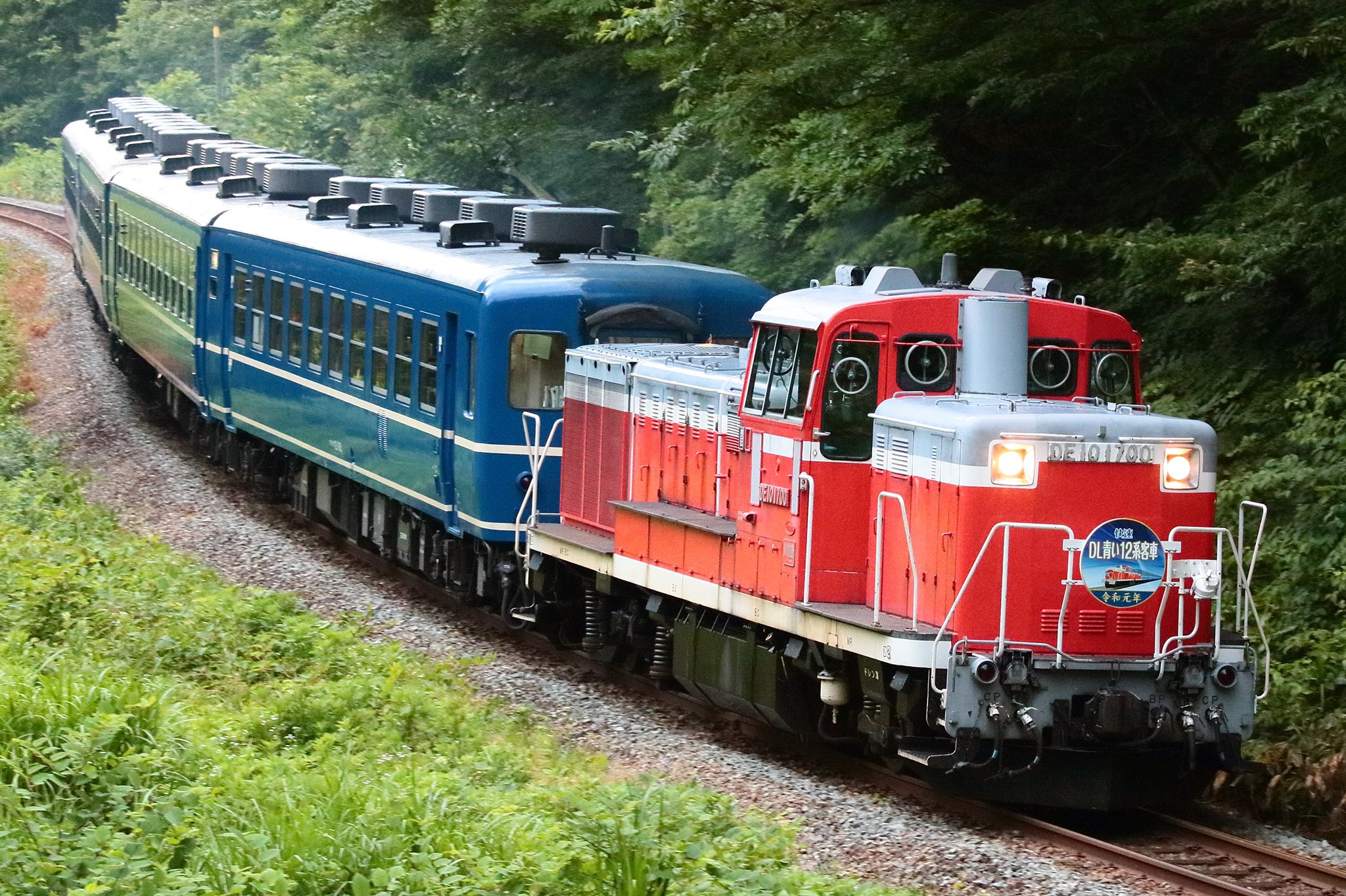
DE10 1700

### 客車
12系（7両）
- 磐越西線の快速「SLばんえつ物語」用に7両編成1本が配置されている。

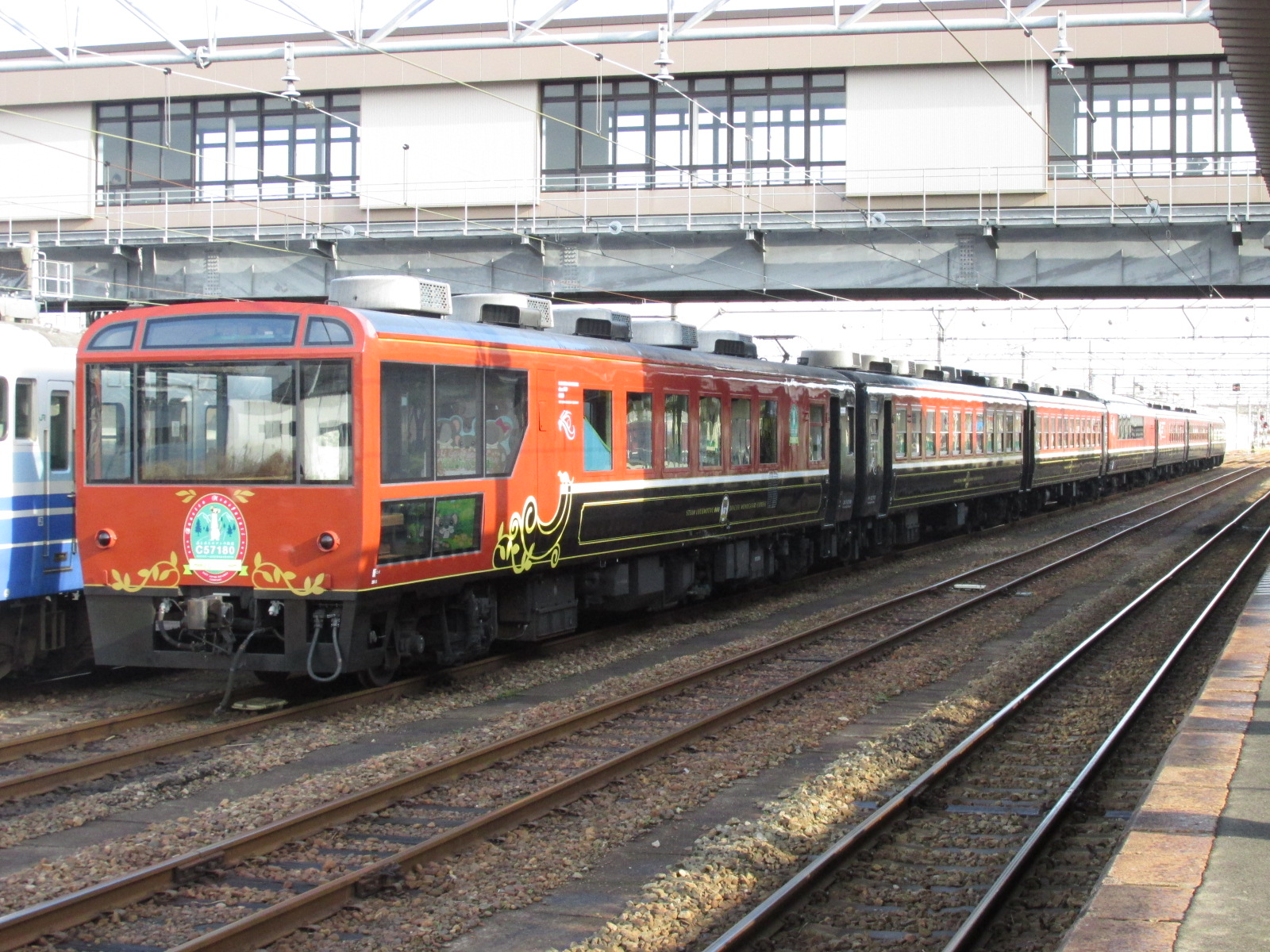
12系 SLばんえつ物語

### 過去の配置車両

#### 電車
165系
- 急行「佐渡」「赤倉」や快速「ムーンライトえちご」、普通列車などで運用された。国鉄時代からの湘南色の車両と「赤倉」「ムーンライトえちご」用にリニューアルされた車両があった。1995年から2001年にかけてはジョイフルトレインの「アルファ」も配置された。

181系
- 特急「とき」「あさま」「あずさ」で運用された。1982年11月15日のダイヤ改正で全車が運用を離脱、一部の車両が改造されたほかは1986年までにすべて廃車された。

183系
- 特急「とき」「あさま」「あずさ」で運用された。1982年11月15日のダイヤ改正で幕張電車区に全車転属した。

485系
- 2013年から2015年にかけてE653系に置き換えられる以前は多数の車両が配置されていて、2014年時点では485系としてはJRグループで最も多い配置数であった。
- 2012年時点では特急「いなほ」・「北越」、快速「くびき野」の全列車を担当するなど幅広い運用が存在した。
  - 2014年7月12日に特急「いなほ」運用から離脱、2015年3月14日のダイヤ改正では特急「北越」や快速「くびき野」の廃止と「らくらくトレイン」運用からの離脱でそれまでの運用を失った。その後は糸魚川 - 新潟間の快速列車で使用されたが、これも2017年3月で廃止となり、全ての定期運用が終了となった[15]。
- 前身の上沼垂運転区に485系が初めて配置されたのは国鉄時代末期の1986年11月ダイヤ改正時であり、青森運転所、秋田運転区、勝田電車区、向日町運転所から転入した計72両が特急「白鳥」「雷鳥」「北越」の一部を受け持った[16]。その後1996年度から翌年度にかけて南秋田運転所から「いなほ」用6両編成が転入した[16]。その後1997年の北越急行ほくほく線開業時に伴い、3000番台9両編成のR1・R2編成が登場し、「はくたか」の一部を受け持った[16]。
- 車両は各地から転属してきたため一時期はボンネット型の先頭車を含む0番台から北海道向けの1500番台までさまざまな形態の車両が在籍していた。2013年にE653系の導入が始まる前の時点では300・1000・1500番台6両編成10本（T11-18編成/K1・2編成）、3000番台6両編成7本（R21-23・25-28編成）と増結車が配置されていた[16]。T11 - 15・18編成とR編成は主に「いなほ」「北越」用、T16・17編成は主に「くびき野」用、K1・2編成は主に「ムーンライトえちご」用であった[16]。
  - R26・27編成は、かつて特急「はくたか」用であったR1・2編成を先頭車1両の半室をグリーン車に改造の上で9両→6両に再組成[注 4]したものである。両編成とも北越急行ほくほく線入線のために装備したATS-P形を引き続き装備している。また、JR羽越本線脱線事故で大破し廃車となったR24編成補完のため、この編成短縮化により余剰となった電動車ユニットと青森車両センターからの転入車4両でR28編成を組成した。
  - T18編成は2015年5月30日にさよなら国鉄色485系号として新潟〜酒田間を運行し、同年7月・8月に廃車されたが、先頭車のクハ481-1508は新潟市秋葉区の新潟市新津鉄道資料館にて保存されている。
- その他に、臨時・団体列車用としてジョイフルトレイン「NO.DO.KA」が配置されていたが、2018年1月7日に運行を終了[17]。同年1月10日に廃車回送され[18]、同日付で廃車された[19]。また臨時快速「きらきらうえつ」などで運用されたジョイフルトレイン「きらきらうえつ」も配置されていたが、2019年9月に運行を終了し2020年3月1日付で廃車され[20]、配置が無くなった。

115系
- 2011年8月時点では、4両編成14本（TcMM'TcのL1 - L11編成およびMcM'TTcのL12 - L14編成）・3両編成32本（McM'TcのN1 - N32編成）・2両編成18本（McM'cのS1 - S15・Y1 - Y3編成）・訓練車2両編成1本が在籍した[21]。
  - L・N・S編成は、信越本線（妙高高原 - 長岡 - 新潟）・上越線（水上 - 長岡）・越後線・白新線・羽越本線（新津 - 村上）で、単体または各編成を相互に連結した形で運用された[21]。S編成の一部編成はトイレを設置していないため、単独では運用されず他編成と併結して運用された[21]。2011年時点での塗色は、復刻塗装車や後述のリニューアル車を除き、白地に濃淡緑の線が入ったものを纏っていた[21]。
  - Y編成はワンマン運転に対応した編成であり、2両単体で、弥彦線と出入庫を兼ねた越後線の吉田 - 新潟間1往復で運用されていた[21]。塗色は1988年のデビュー当初は白をベースに朱色と黄色を纏っていたが、1990年代半ば以降は黄色をベースとして黄緑とグレーの帯が入ったものを纏っていた[21]。
  - L1-L6・S13-15・Y1-Y3編成は0・500番台を組み込む編成で、全車がAU712形集約分散式冷房装置を搭載していた[21]。なお、同装置を搭載した車両が配置されているのは、当センターが最後であった。一部車両は内装等ごく一部の更新が行われていたものの、1964年（昭和39年）製をはじめとする0番台車が最後まで原型に近い姿で存在していた[21]。これらはE129系導入前に長野からの1000番台転入車などによって置き換えが始まり、2014年から2015年にかけて廃車となった。Y編成はE127系の弥彦線転用により、2015年3月で運用を終了した。
  - N編成は、全車1000番台以降の車両で構成された[21]。一部の編成は1999年から2003年にかけてリニューアルを受け、補助電源装置のSIV化や空気圧縮機のスクリュー式への換装、内装材の更新、車椅子スペース設置、青をベースとした車体塗色への変更などが行われた[21]。
- 2013年以降、長野総合車両センターから1000番台3両編成が転入しN33 - N38・N40編成として運用された[22][23][24]。
- 老朽化のため2015年から2022年にかけてE129系への置き換えが進められた。2016年4月1日時点では、4両編成8本（L7 - L13・L99編成）・3両編成38本（N1 - N38編成）・2両編成12本（S1 - S12編成）・訓練車2両編成1本の172両が在籍したが、同年9月までに4両編成7本・3両編成11本・2両編成12本・訓練車2両編成1本の87両が廃車されて4両編成[注 5]と2両編成は消滅[25]、同年12月に3両編成6本18両が廃車された[26]。2017年4月及び6月には3両編成9本27両が廃車され[27]、2018年4月に3両編成5本15両が廃車され、これによって古くから新潟車両センターに所属していた115系は全廃となった。
  - 2021年時点では3両編成7本（N33 - N38・N40編成）が配置されていた。いずれも2013年以降の長野総合車両センターからの転属車である。カラーバリエーションは1次新潟色、2次新潟色、3次新潟色、懐かしの新潟色、湘南色、1次弥彦色、2次弥彦色が存在した。これらの編成もE129系の増備により、2022年3月11日をもって運用を離脱した[2][28]。

クモヤ143形
- 1両（51）が配置されていた。
- 新潟車両センター構内を中心に車両入れ換えや職員輸送で運用されていたが、115系の全廃をもって運用を終了、N38編成と共に同センターにて解体された。

E127系
- 登場時は2両13本（V1 - V13編成）が配置されていたが、2008年9月に越後線で発生した踏切事故による火災でV3編成が廃車となり、また2015年3月14日に開業したえちごトキめき鉄道妙高はねうまライン用に10編成（20両）が譲渡され、さらに2023年5月25日にV12編成が、同8月31日にV13編成が鎌倉車両センター中原支所に転属したため、当センターにおける同形式の配置は消滅した。
- ワンマン運転に対応しているほか、座席は通勤・通学需要を考慮して全席ロングシートとなっている。
- 2015年3月までは信越本線（長岡駅 - 新潟駅間）、越後線（吉田駅 - 新潟駅間）、白新線（全線）、羽越本線（新発田駅 - 村上駅間）で普通列車を中心に運用されていた。
  - その後2022年3月までは弥彦線を中心とする運用（後述の115系Y編成の運用の代替）に入っていた。
  - 2022年3月以降、定期運用はなく、E129系の代走として上越線や越後線で運用されていた[29]。

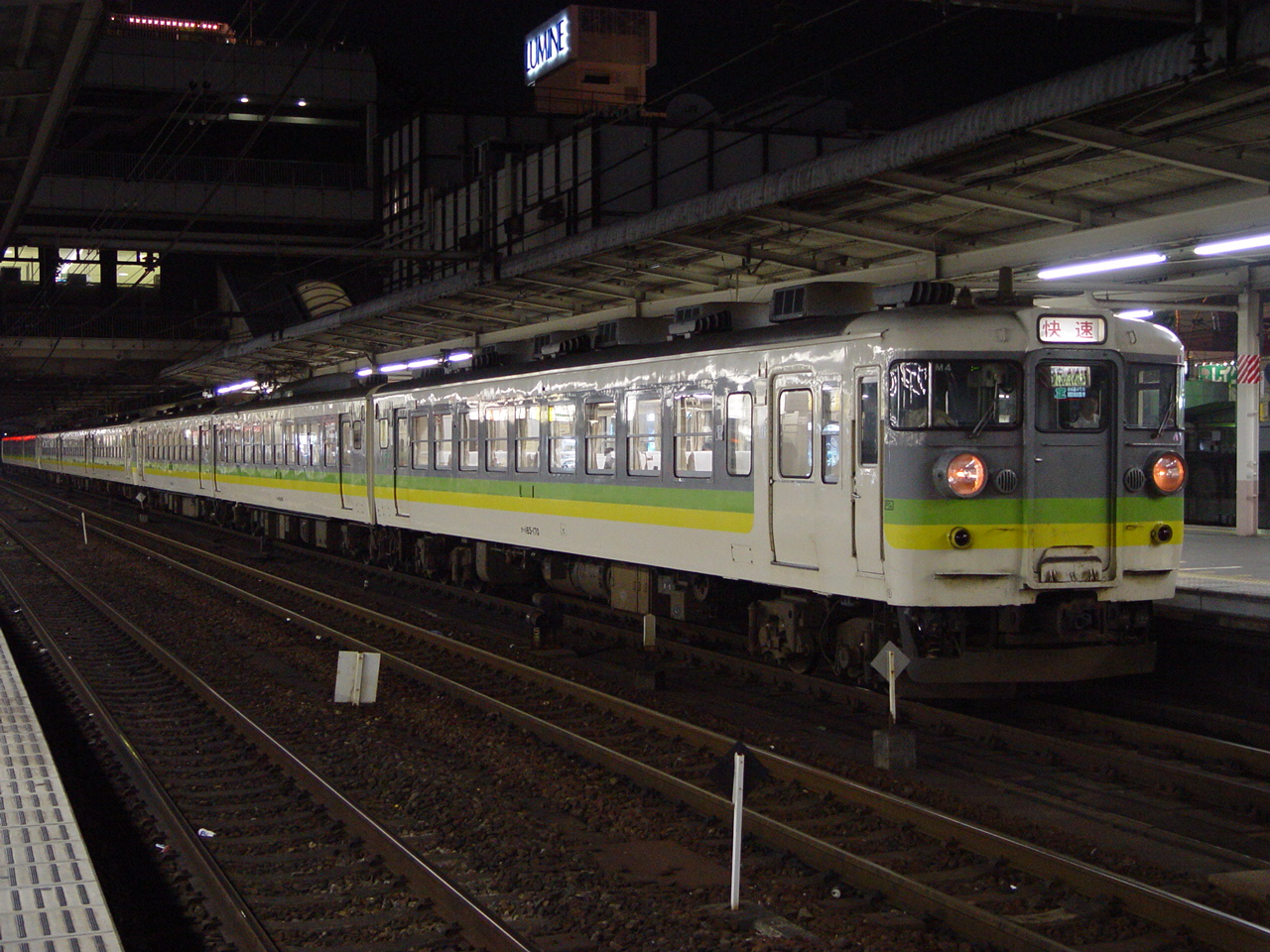
165系
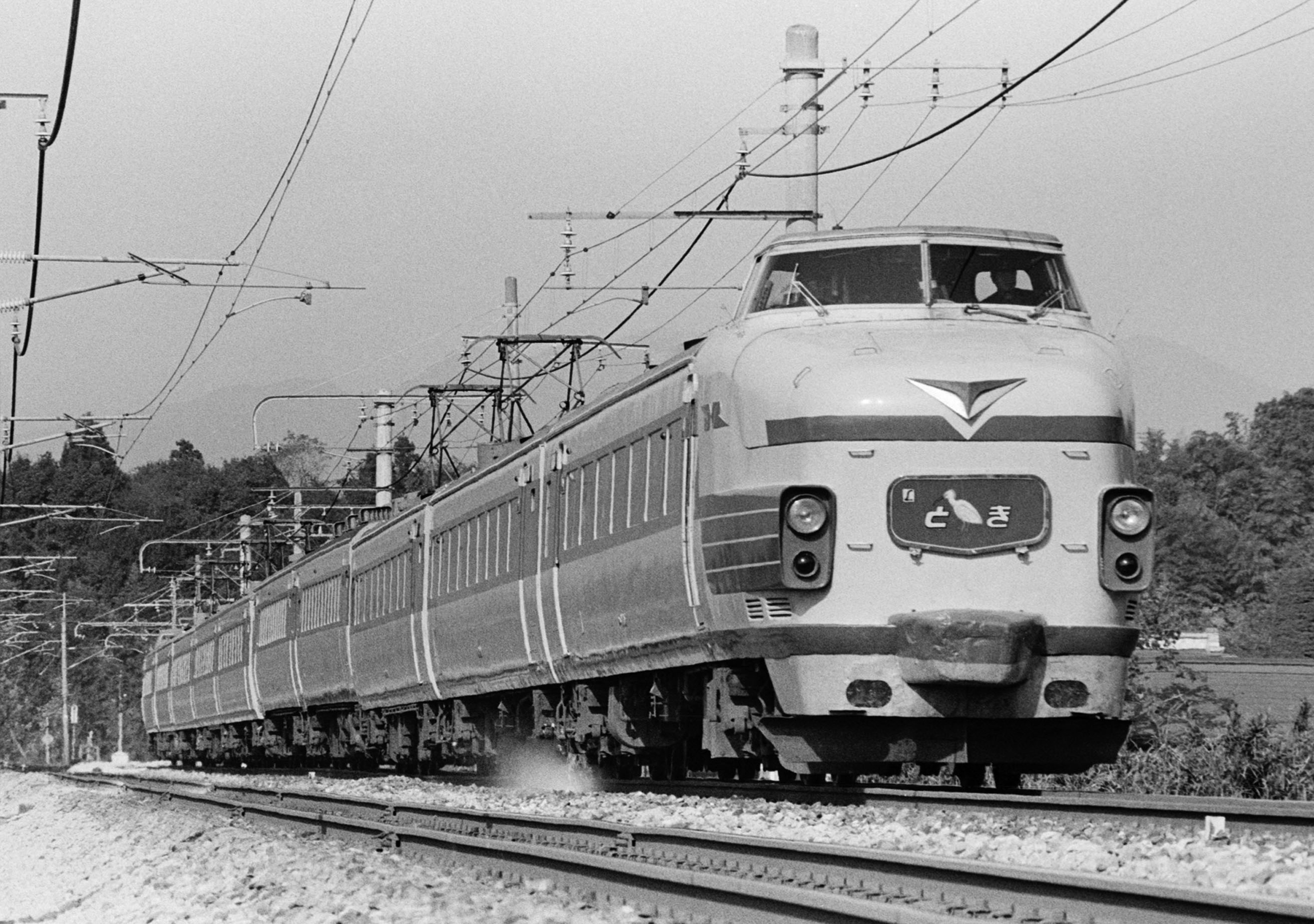
181系
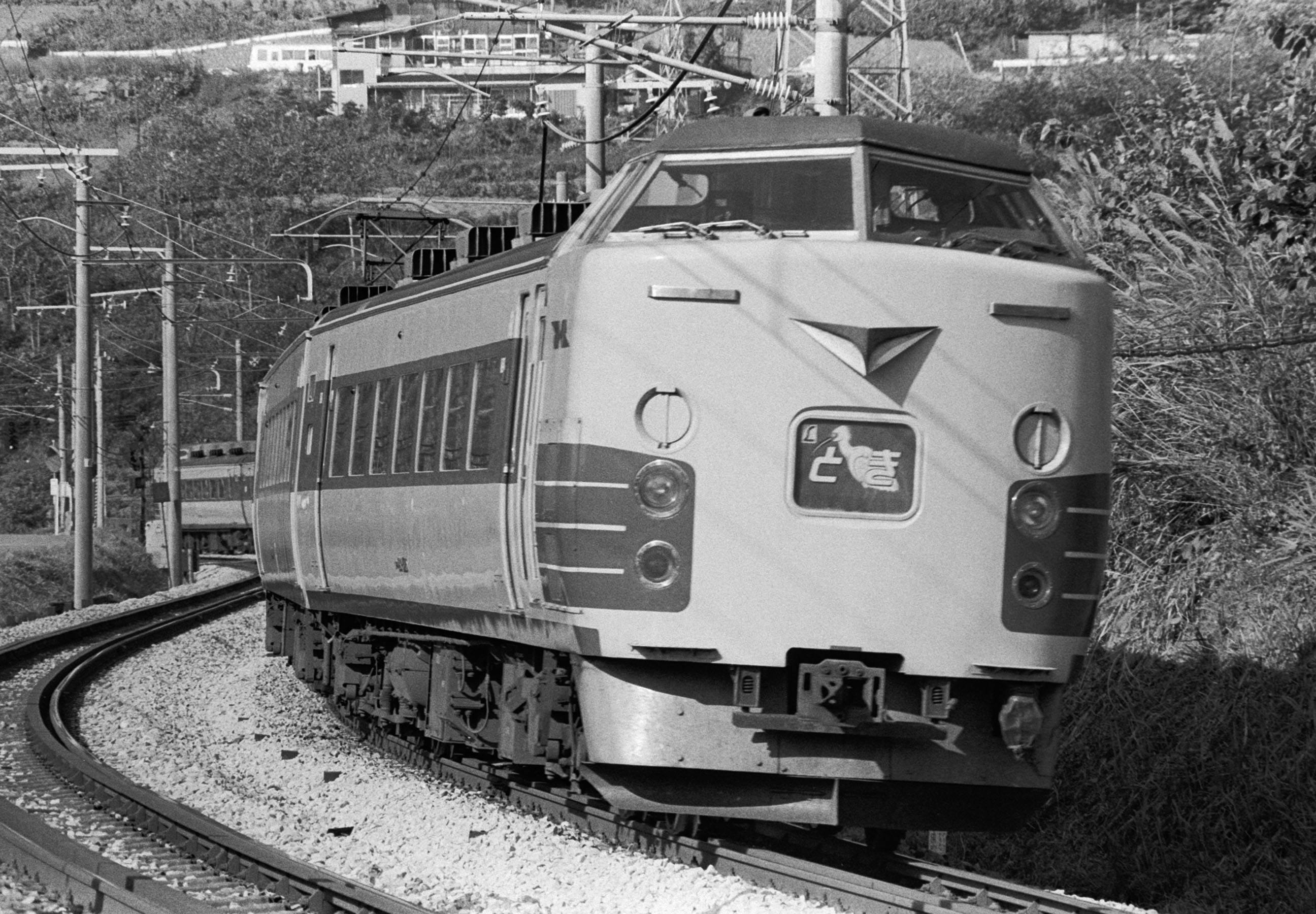
183系
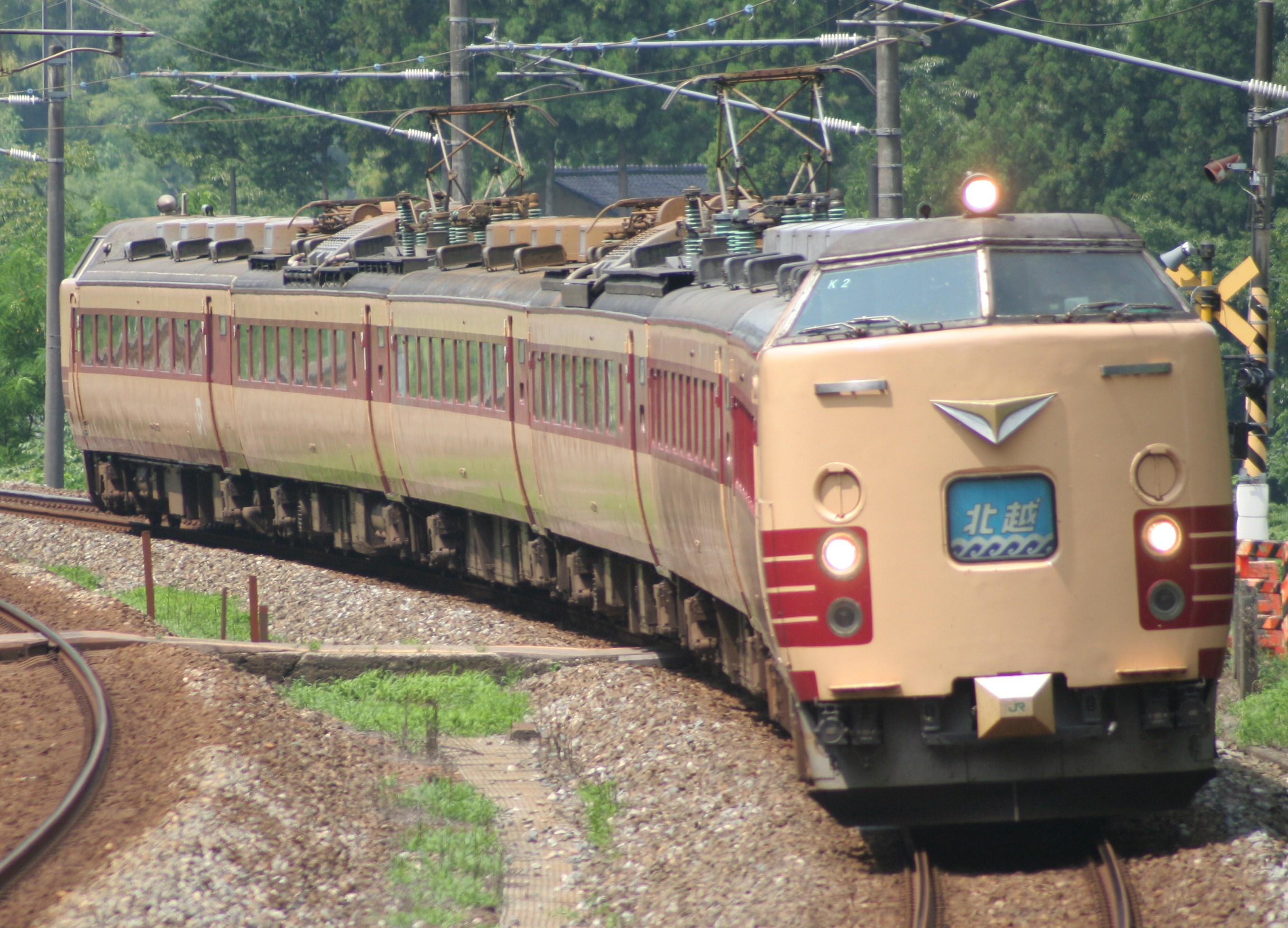
485系
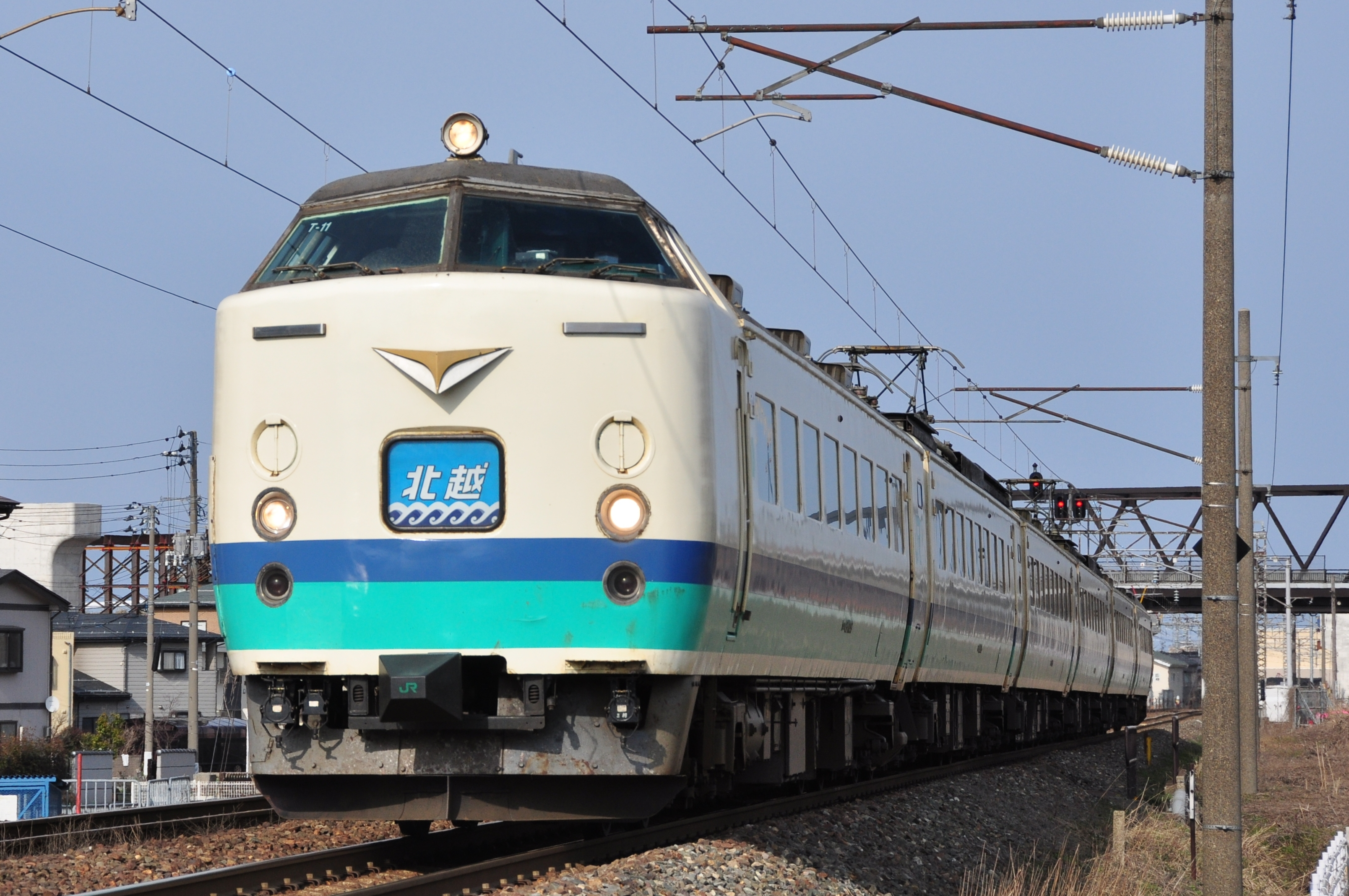
485系 上沼垂色
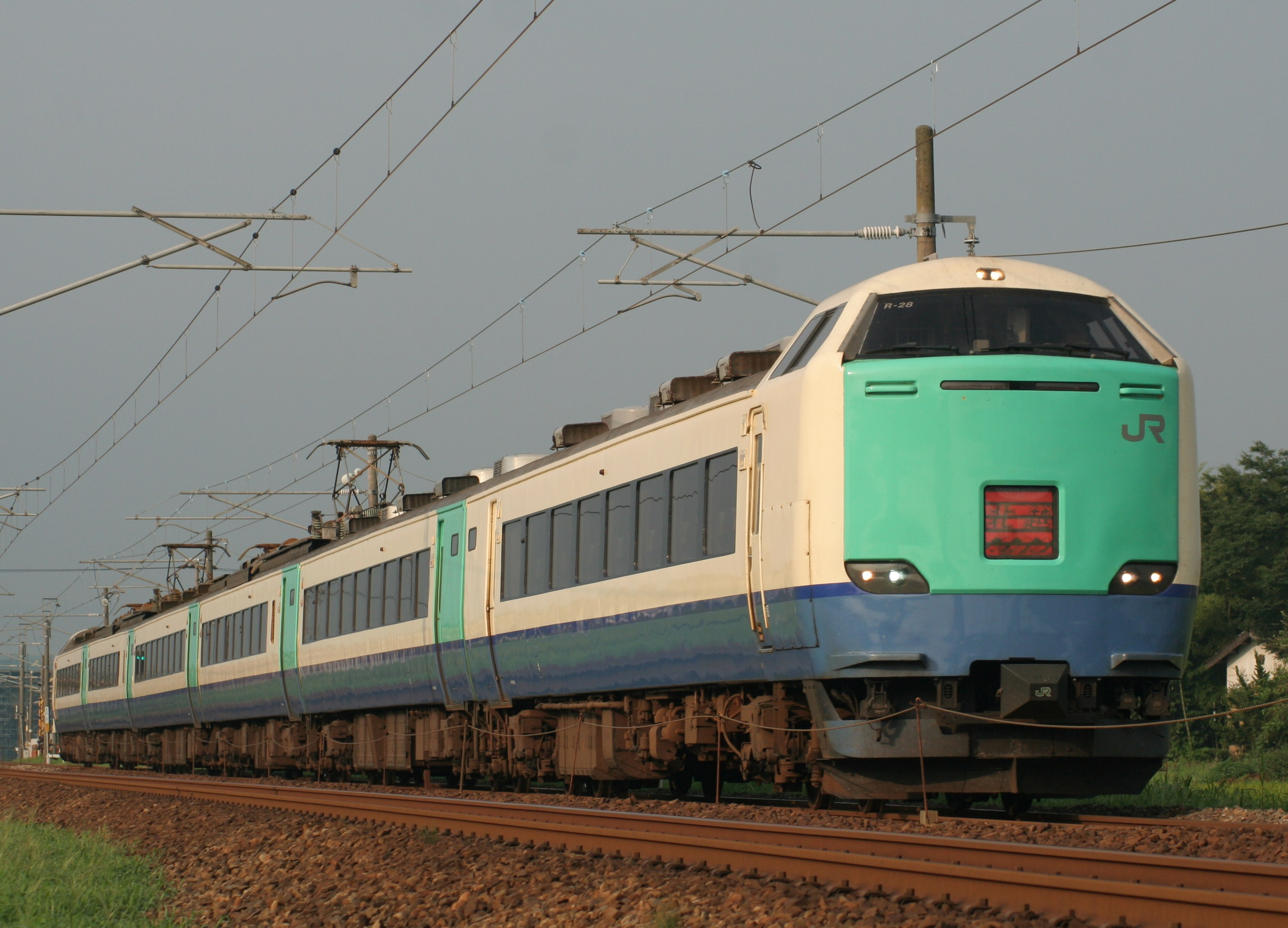
485系3000番台
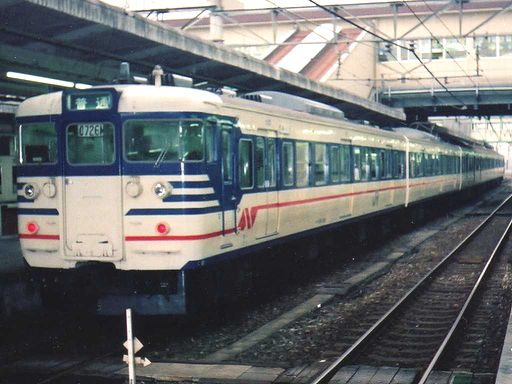
115系 1次新潟色
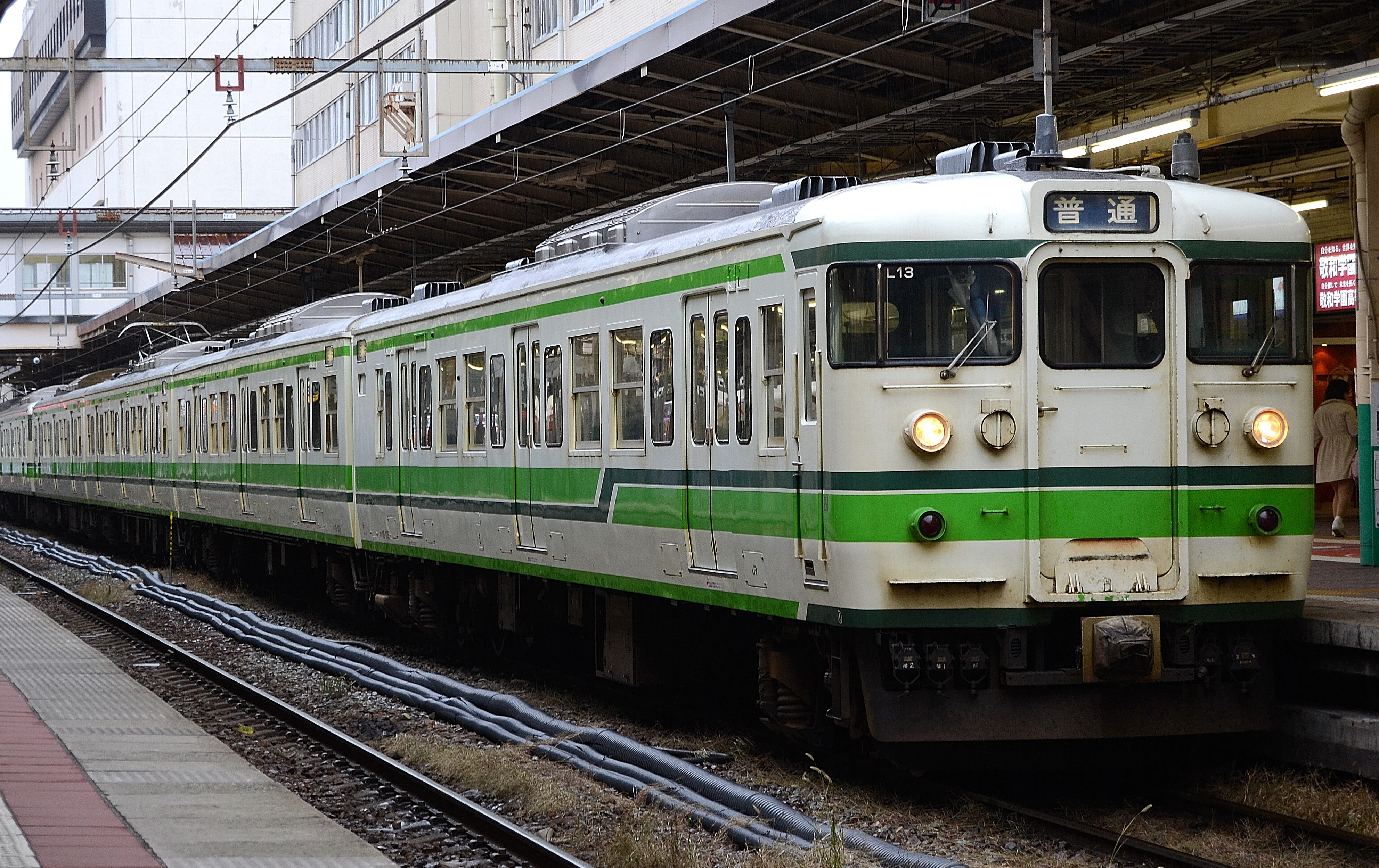
115系 2次新潟色
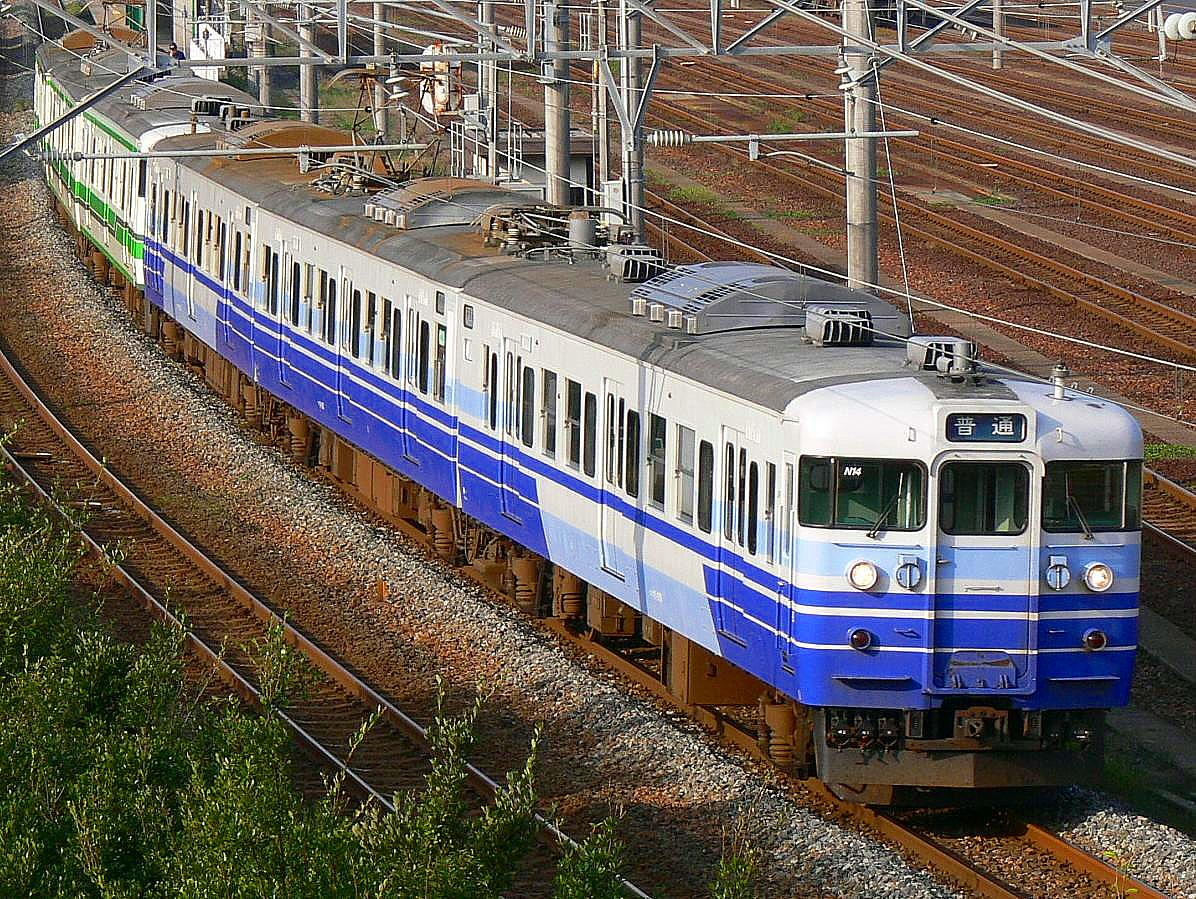
115系 3次新潟色
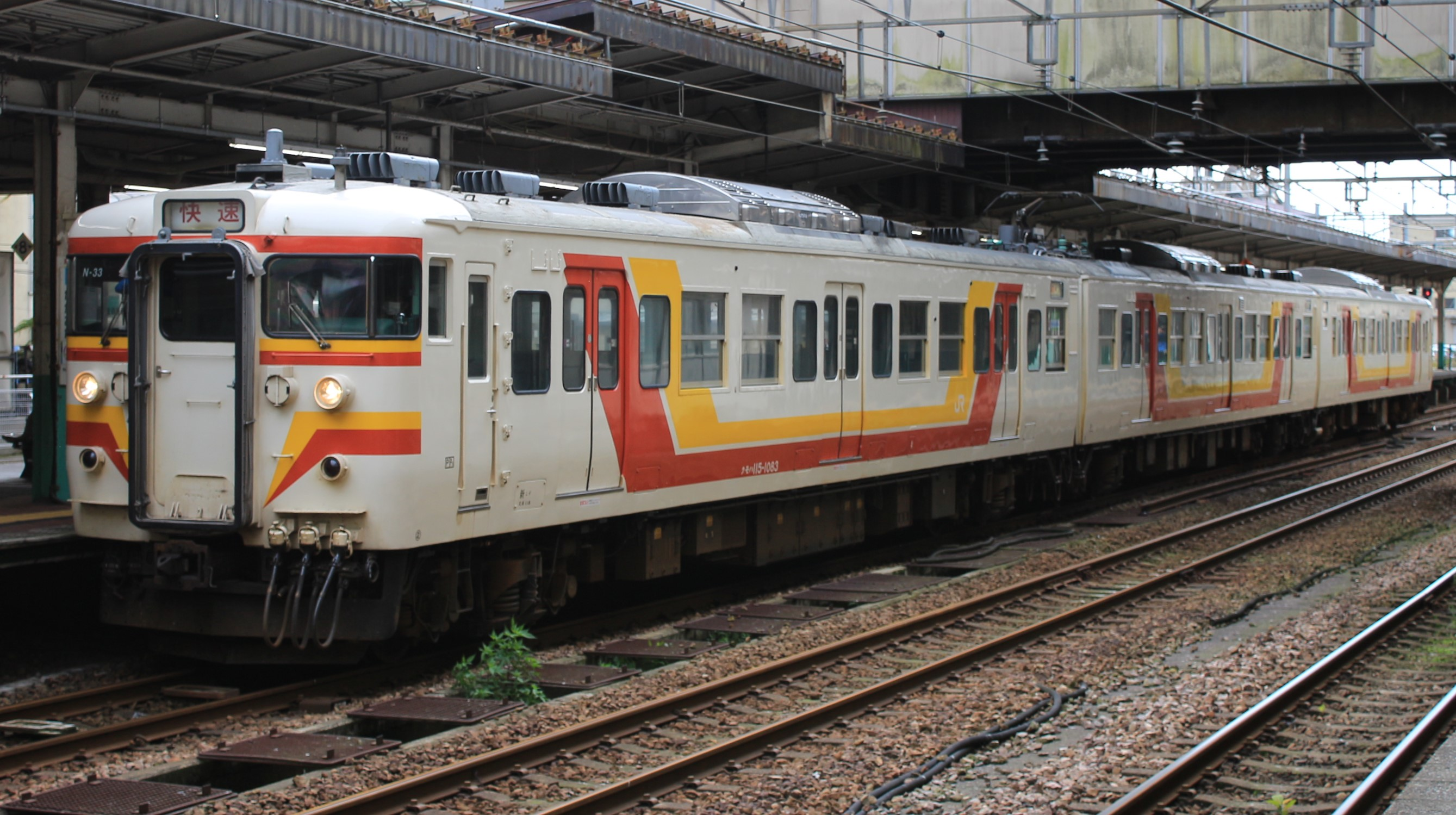
115系 1次弥彦色
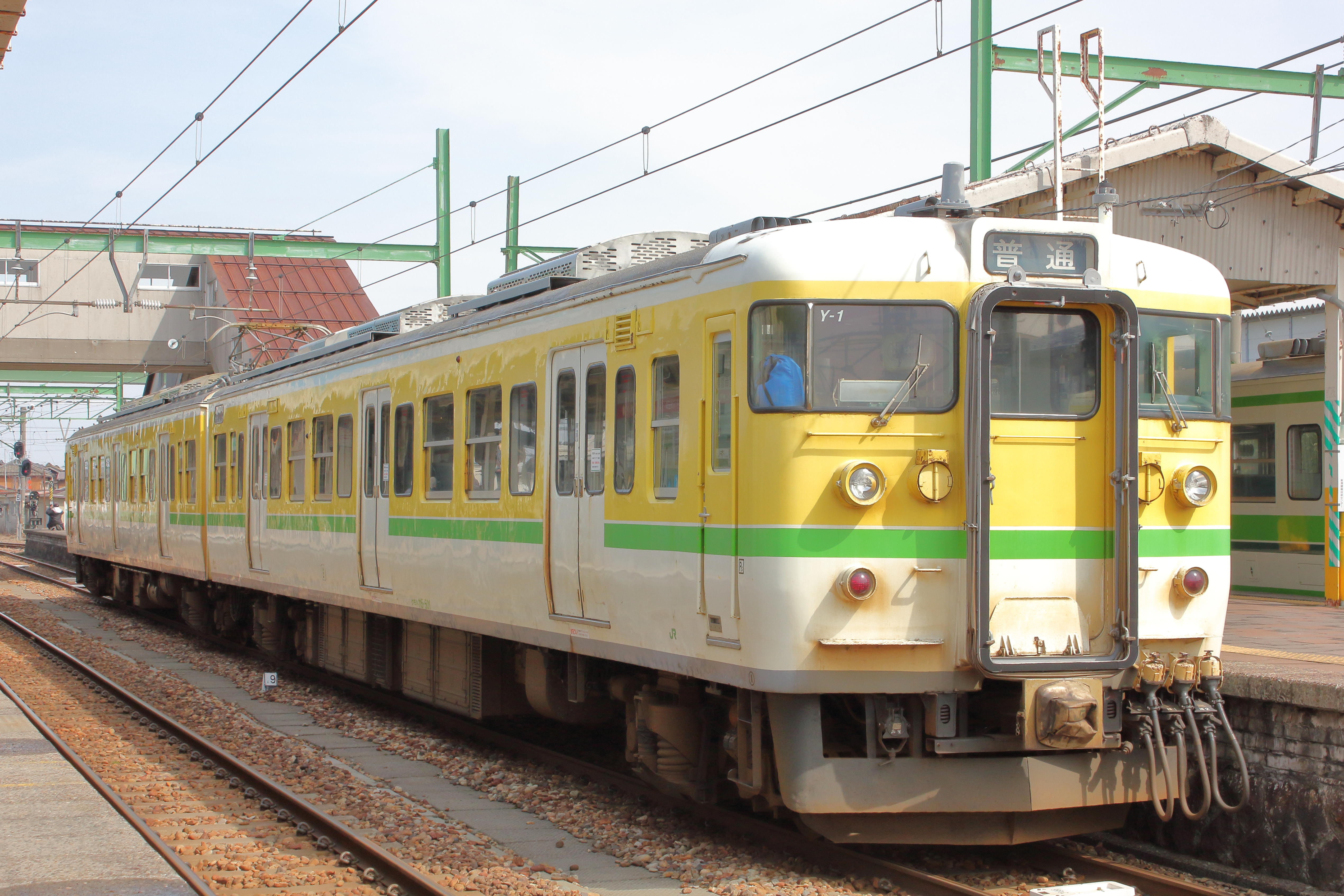
115系 2次弥彦色
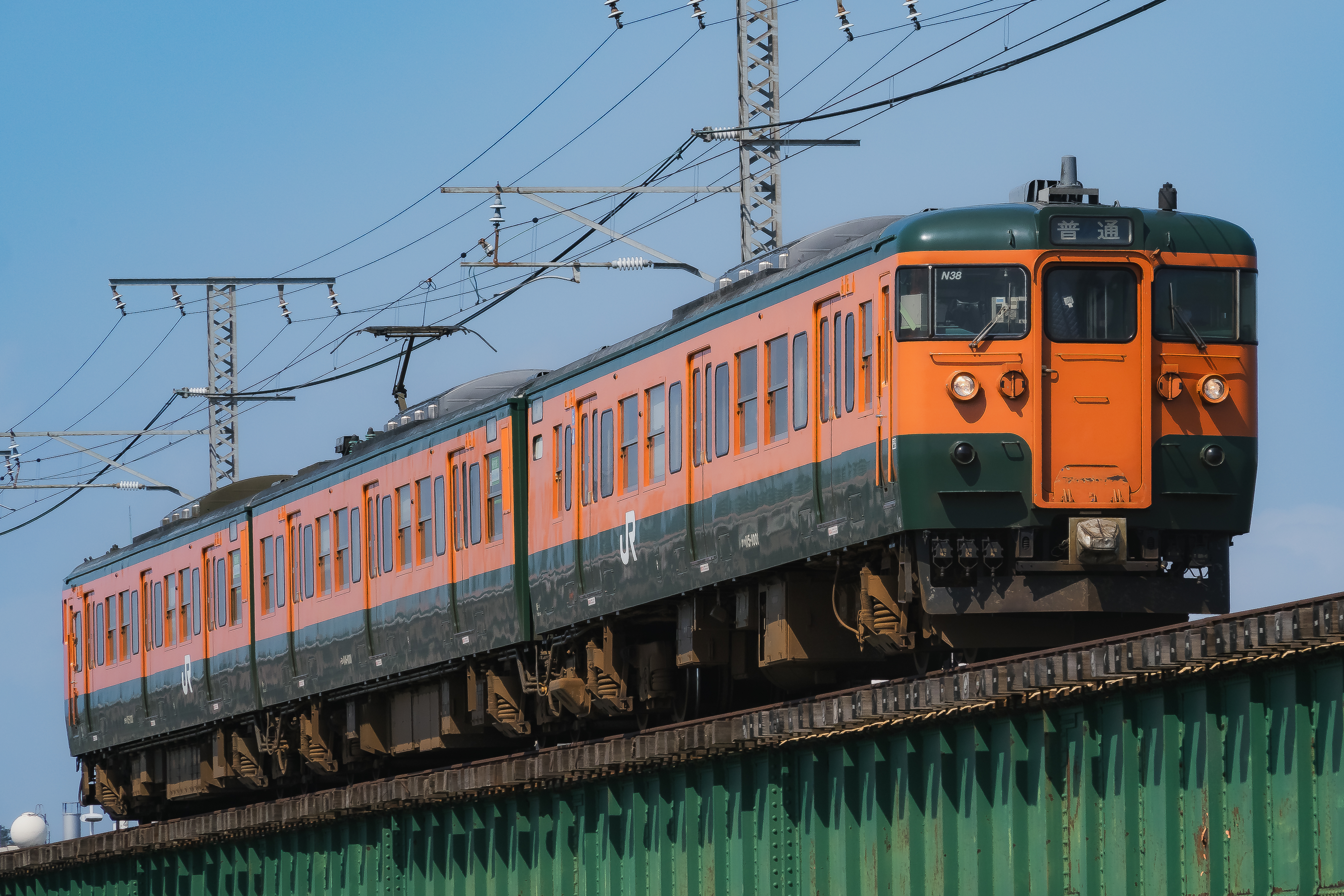
115系 湘南色
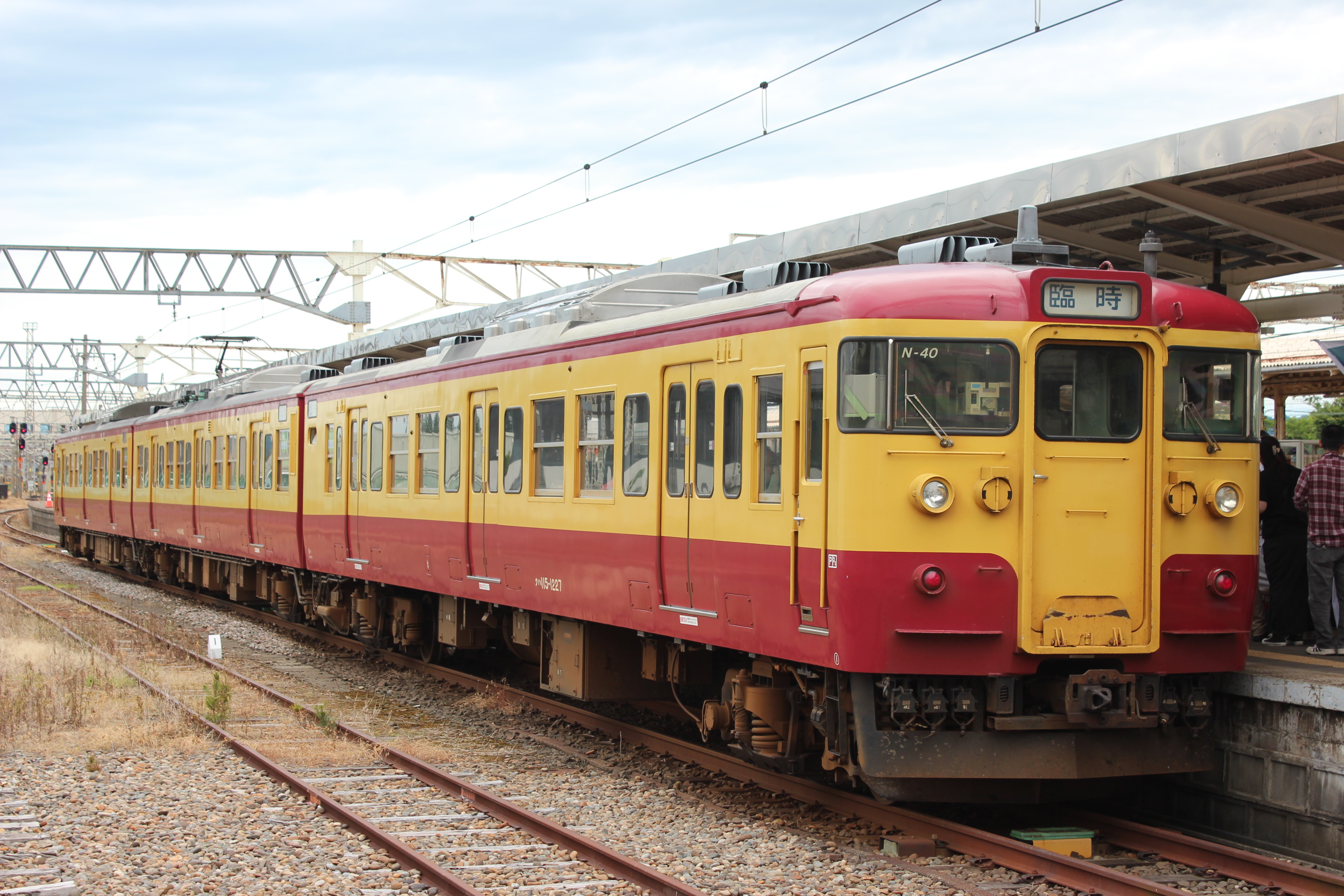
115系 懐かしの新潟色
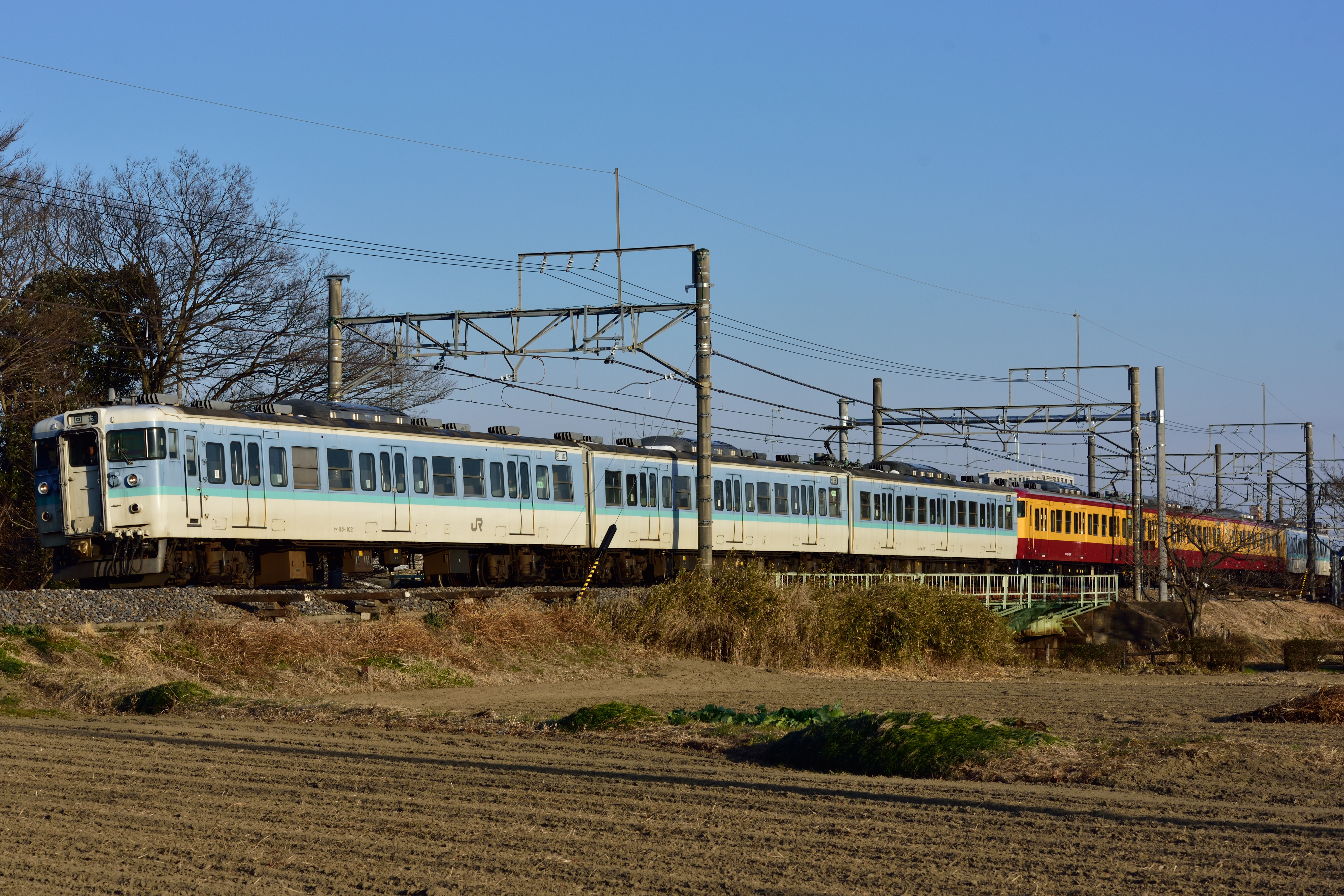
115系L99編成
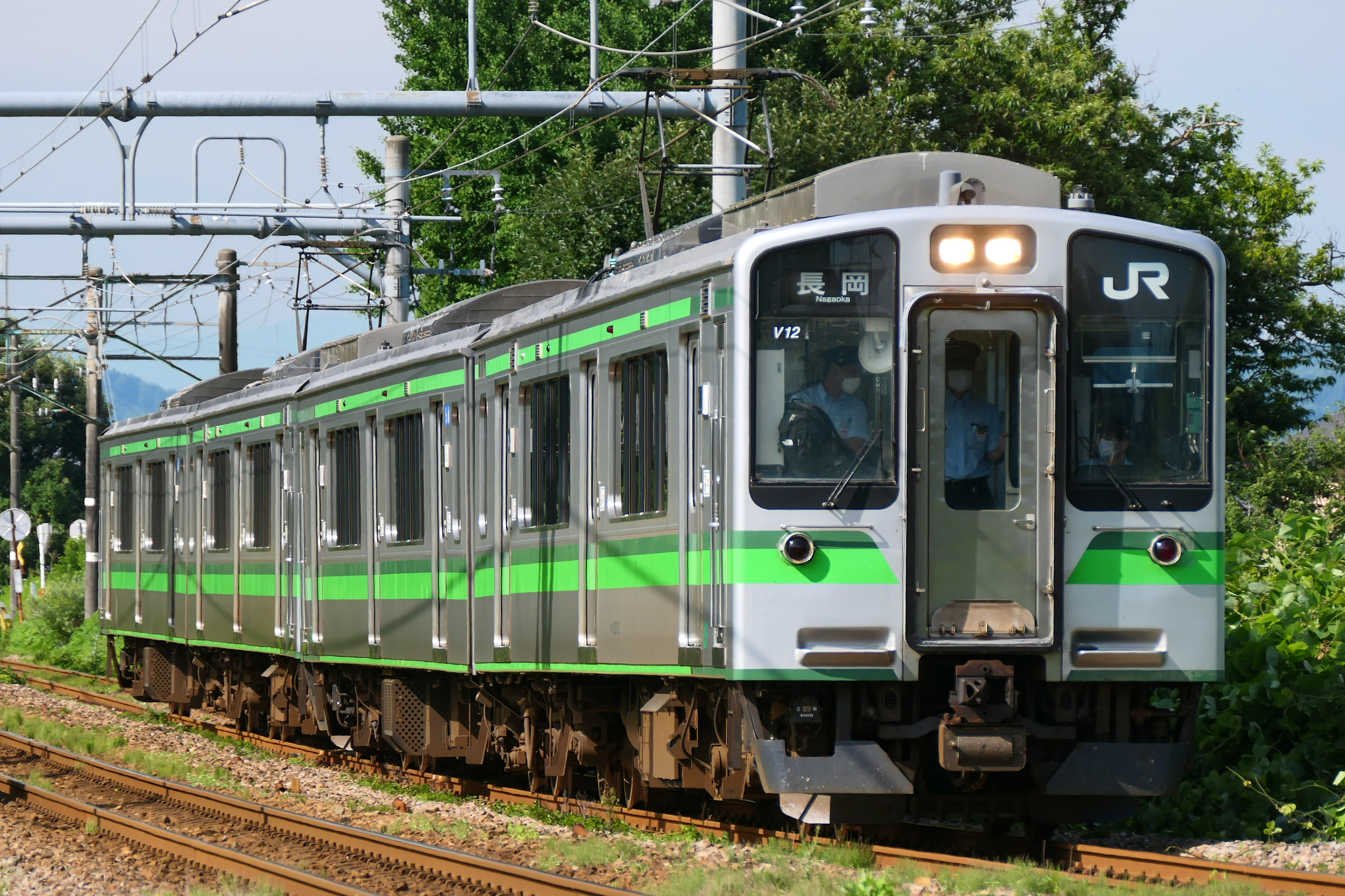
E127系0番台

#### 客車
12系
- 座席車と「お座敷列車」通称「カヌ座」が配置されていた。国鉄時代の1981年に改造された車内が畳敷きのジョイフルトレイン。2002年まで新潟支社管内の団体貸切列車として運用された。

14系
- 座席車が配置されていた。

50系
- 磐越西線および信越本線で運用されていた。1995年11月30日運用終了。

マニ50形
- 救援用に2238と2240が配置されていた。

#### 貨車
ホキ800形
- バラスト運搬用に4両（1801, 1802, 1808, 1809）が配置されていた。

## 車両検査・改造・機器更新など
2015年3月までは当所配置の直流電車は長野総合車両センター、交直流車は秋田総合車両センターで行われていたが、直流電車は北陸新幹線延伸開業に伴い並行在来線がえちごトキめき鉄道に移管されたことにより、直江津 - 長野間で他社線の経由が必要となったことに伴い、115系およびE129系は大宮総合車両センターで行うことに変更された。2015年当時、当所の115系は首都圏の路線の入線に必要なデジタル無線・ATS-Pを装備していない車両が大半であり、また二次新潟色（緑）をまとう未更新車と三次新潟色（青）をまとうリニューアル車とで機関車とのブレーキの互換性が異なるため、未更新車は機関車牽引で大宮総合車両センターまで回送され、リニューアル車はL99編成（元長野車）に挟まれる形で自走回送となっていた。しかし、新潟に残る115系はすべてデジタル無線・ATS-Pが装備されたことから、L99編成の伴走無しで自走での入出場ができるようになり、L99編成は、2018年8月1日に高崎線→武蔵野線→中央線経由で長野総合車両センターへ廃車回送された。
E127系と交直流車（E653系のみ）は従来どおり前者が長野総合車両センター、後者が秋田総合車両センターで行われている。